# 日本語の方言の比較表
日本語の方言の比較表（にほんごのほうげんひかくひょう）は、様々な地域の日本語の方言の特徴を比較した表である。

## 近畿から関東にかけて（東海道）
|                            | 大阪府                                          | 京都府                                         | 三重県                                                   | 愛知県 | 愛知県 | 愛知県 | 静岡県 | 静岡県 | 神奈川県                                                                                                  | |                          |
|                            |                                                 | 山城                                           | 伊勢                                                     | 尾張 | 三河 | 三河 | 遠江 | 駿河・伊豆                                                                                                | 相模 | |                          |
| 近畿方言（関西弁）         | 近畿方言（関西弁）                              | 近畿方言（関西弁）                             | 東海東山方言                                             | 東海東山方言 | 東海東山方言 | 東海東山方言 | 東海東山方言 | 西関東方言                                                                                                | 西関東方言                                                                                                | |                          |
|                            | 大阪弁                                          | 京言葉                                         | 伊勢弁                                                   | 名古屋弁（尾張弁） | 西三河弁 | 東三河弁 | 遠州弁 | 駿河弁 伊豆弁                                                                                             | 相州弁 | 首都圏方言                                                                                                |                          |
| -------------------------- | ----------------------------------------------- | ---------------------------------------------- | -------------------------------------------------------- | --- | --- | --- | --- | --- | --- | --- | ------------------------ |
| アクセント                 | 京阪式※1                                        | 京阪式※1                                       | 京阪式※1                                                 | 内輪東京式※2 | 中輪東京式 | 外輪東京式 | 外輪東京式（東部は中輪東京式） | 中輪東京式                                                                                                | 中輪東京式                                                                                                | 中輪東京式                                                                                                |                          |
| アクセント遅上がり※3       | ○                                               | ○                                              | ○                                                        | ○ | × | × | × | × | × | × |                          |
| イントネーション           | 大きい                                          | 大きい                                         | 大きい                                                   | 大きい | やや大きい | やや大きい | やや大きい | やや小さい                                                                                                | 小さい | 小さい |                          |
| 母音無声化                 | ×                                               | ×                                              | ×                                                        | × | × | ○ | ○（東部は×） | ×（富士川以東は○）                                                                                        | ○ | ○ |                          |
| 否定助動詞                 | 〜ん、〜へん、〜ひん                            | 〜ん、〜へん、〜ひん                           | 〜ん、〜へん、〜やん                                     | 〜ん、～せん、～へん、～れん | 〜ん、～せん、～へん、～れん | 〜ん、～せん、～へん、～れん | 〜ん、〜せん、〜へん、〜しん、〜れん | 〜ない、〜ねえ、 〜にゃあ（静岡）                                                                         | 〜ない、〜ねえ、 〜にゃあ（静岡）                                                                         | 〜ない、〜ねえ、 〜にゃあ（静岡）                                                                         |                          |
| 強意否定（例：見やしない） | 〜へん                                          | 〜へん                                         | 〜へん                                                   | 〜せん、〜へん | 〜せん、〜へん | 〜せん、〜へん | 〜せん、〜へん | 〜しない、〜しねえ、 〜しにゃあ（静岡）                                                                   | 〜しない、〜しねえ、 〜しにゃあ（静岡）                                                                   | 〜しない、〜しねえ、 〜しにゃあ（静岡）                                                                   |                          |
| 居る                       | いてる、いる、おる                              | いる、 おる                                    | おる                                                     | おる | おる | おる | いる、 おる | いる | いる | いる |                          |
| している                   | してる、しとる                                  | してる、しとる                                 | しとる                                                   | しとる | しとる | しとる | してる、しとる | してる | してる | してる |                          |
| 書ける                     | 書ける                                          | 書ける                                         | 書ける                                                   | 書ける、書けれる | 書ける、書けれる | 書ける、書けれる | 書ける、書けれる | 書ける | 書ける | 書ける |                          |
| 食べられる （可能）        | 食べれる                                        | 食べれる                                       | 食べれる                                                 | 食べれる | 食べれる | 食べれる | 食べれる | 食べれる                                                                                                  | 食べられる、 食べれる（ら抜き言葉）                                                                       | 食べられる、 食べれる（ら抜き言葉）                                                                       |                          |
| 居ない                     | いてへん、おれへん、おらへん、おらん            | いーひん、おらへん、おらん                     | おらん、おらへん                                         | おらん、おらせん、おれせん、 おらへん、おれへん、 おりゃせん、おりゃへん、 おりゃーせん、おりゃーへん※4                                             | おらん、おらせん、おれせん、 おらへん、おれへん、 おりゃせん、おりゃへん、 おりゃーせん、おりゃーへん※4                                     | おらん、おらせん、おれせん、 おらへん、おれへん、 おりゃせん、おりゃへん、 おりゃーせん、おりゃーへん※4                                     | いん、いない、いねえ、いやせん、いやへん、 おらん、おりゃせん、おりゃへん、 おりゃーせん、おりゃーへん、 おらせん、おれせん、 おらへん、おれへん※4                                                      | いない、いにゃあ、いねえ                                                                                  | いない、いねえ                                                                                            | いない、いねえ                                                                                            |                          |
| していない                 | してへん、しとらん、 しとれへん、しとらへん     | してへん、しとらん、しとらへん                 | しとらん、しとらへん                                     | しとらん、しとらせん、しとらへん、しとれせん、しとれへん、 しとりゃせん、しとりゃへん、 しとりゃーせん、しとりゃーへん、※4                          | しとらん、しとらせん、しとらへん、しとれせん、しとれへん、 しとりゃせん、しとりゃへん、 しとりゃーせん、しとりゃーへん、※4                  | しとらん、しとらせん、しとらへん、しとれせん、しとれへん、 しとりゃせん、しとりゃへん、 しとりゃーせん、しとりゃーへん、※4                  | してない、してねぇ、しちゃいん、 してやせん、してやへん、してーへん、してへん しとらん、しとりゃせん、しとりゃへん、 しとりゃーせん、しとりゃーへん、 しとらせん、しとらへん、 しとれせん、しとれへん※4 | してない、してねえ、してにゃあ、 しちゃいない、しちゃいねえ、しちゃいにゃあ                               | してない、してねえ、しちゃいない、しちゃいねえ                                                            | してない、してねえ、しちゃいない、しちゃいねえ                                                            |                          |
| しない                     | せーへん、せん                                  | しーひん、せん                                 | しやん、せん                                             | せん、せーせん、せーへん、しーせん、しーへん、せやせん、せやへん、 しやせん、しやへん、せーせん、せーへん、しん（若年層）※4                         | せん、せーせん、せーへん、しーせん、しーへん、せやせん、せやへん、 しやせん、しやへん、せーせん、せーへん、しん（若年層）※4                 | せん、せーせん、せーへん、しーせん、しーへん、せやせん、せやへん、 しやせん、しやへん、せーせん、せーへん、しん（若年層）※4                 | しん、せん、しやせん、しやへん、 せやせん、せやへん、せーへん※4 | しない、しねえ、しにゃあ                                                                                  | しない、しねえ                                                                                            | しない、しねえ                                                                                            |                          |
| 来ない                     | けーへん、こーへん、こん                        | きーひん、こん                                 | こん、きやん、こやん                                     | こん、こーせん、こーへん、きーせん、きーへん、 こやせん、こやへん、きやせん、きやへん※4                                                             | こん、こーせん、こーへん、きーせん、きーへん、 こやせん、こやへん、きやせん、きやへん※4                                                     | こん、こーせん、こーへん、きーせん、きーへん、 こやせん、こやへん、きやせん、きやへん※4                                                     | こん、こーせん、こーへん、きーしん、 こやせん、こやへん、こやしん、 きやせん、きやへん、きやしん※4 | こない、こねえ、こにゃあ                                                                                  | こない、こねえ                                                                                            | こない、こねえ                                                                                            |                          |
| 来られない（不可能）       | 来られへん、来れへん、来れん、よう来ん          | 来られへん、来れへん、来れん、よう来ん         | 来れへん、来れやん、来れん、よう来ん                     | 来れん、来れえせん、来れえへん、来れやせん、来れやへん、 来れせん、来れへん、よう来ん※4                                                             | 来れん、来れえせん、来れえへん、来れやせん、来れやへん、 来れせん、来れへん、よう来ん※4                                                     | 来れん、来れえせん、来れえへん、来れやせん、来れやへん、 来れせん、来れへん、よう来ん※4                                                     | 来れん、 来れえせん、来れえへん、来れえしん、 来れやせん、来れやへん、来れやしん、 来れせん、来れへん※4                                                                                                 | 来れない、来れねえ、 来れにゃあ                                                                           | 来られない、来られねえ、 来らんない、来らんねえ、 来れない、来れねえ                                      | 来られない、来られねえ、 来らんない、来らんねえ、 来れない、来れねえ                                      |                          |
|                            | 大阪弁                                          | 京言葉                                         | 伊勢弁                                                   | 名古屋弁（尾張弁） | 西三河弁 | 東三河弁 | 遠州弁 | 駿河弁 伊豆弁                                                                                             | 相州弁 | 首都圏方言                                                                                                |                          |
| できない                   | でけへん、できへん、できひん、 できん、ようせん | できひん、できん、ようせん                     | できやん、できやへん、できん、ようせん                   | できん、できせん、できへん、できいせん、できいへん、できやせん、できやへん、ようせん※4                                                              | できん、できせん、できへん、できいせん、できいへん、できやせん、できやへん、ようせん※4                                                      | できん、できせん、できへん、できいせん、できいへん、できやせん、できやへん、ようせん※4                                                      | できん、できせん、できへん、 できいせん、できいへん、できいしん、 できやせん、できやへん、できやしん※4                                                                                                  | できない、できねえ、できにゃあ                                                                            | できない、できねえ                                                                                        | できない、できねえ                                                                                        |                          |
| 見ない                     | 見いひん、見いへん、見ん                        | 見いひん、見ん                                 | 見やん、見やへん、見ん                                   | 見ん、見いせん、見いへん、見やせん、見やへん※4 | 見ん、見いせん、見いへん、見やせん、見やへん※4                                                                                              | 見ん、見いせん、見いへん、見やせん、見やへん※4                                                                                              | 見ん、見いせん、見いへん、見いしん、 見やせん、見やへん、見やしん※4 | 見ない、見ねえ、見にゃあ                                                                                  | 見ない、見ねえ                                                                                            | 見ない、見ねえ                                                                                            |                          |
| 見られない（不可能）       | 見られへん、見れへん、見れん、よう見ん          | 見られへん、見れへん、見れん、よう見ん         | 見れへん、見れやん、見れん、よう見ん                     | 見れん、見れえせん、見れえへん、見れやせん、見れやへん、 見れせん、見れへん、よう見ん※4                                                             | 見れん、見れえせん、見れえへん、見れやせん、見れやへん、 見れせん、見れへん、よう見ん※4                                                     | 見れん、見れえせん、見れえへん、見れやせん、見れやへん、 見れせん、見れへん、よう見ん※4                                                     | 見れん、 見れえせん、見れえへん、 見れやせん、見れやへん、見れやしん、 見れせん、見れへん※4 | 見れない、見れねえ、 見れにゃあ                                                                           | 見られない、見られねえ、 見らんない、見らんねえ、 見れない、見れねえ                                      | 見られない、見られねえ、 見らんない、見らんねえ、 見れない、見れねえ                                      |                          |
| 食べない                   | 食べへん、食べん                                | 食べへん、食べん                               | 食べやん、食べやへん、食べん                             | 食べん、 食べせん、食べへん、 食べえせん、食べえへん、 食べやせん、食べやへん※4                                                                     | 食べん、 食べせん、食べへん、 食べえせん、食べえへん、 食べやせん、食べやへん※4                                                             | 食べん、 食べせん、食べへん、 食べえせん、食べえへん、 食べやせん、食べやへん※4                                                             | 食べん、食べせん、食べへん、 食べえせん、食べえへん、 食べやせん、食べやへん、食べやしん | 食べない、食べねえ、 食べにゃあ                                                                           | 食べない、食べねえ、 食べにゃあ                                                                           | 食べない、食べねえ、 食べにゃあ                                                                           |                          |
| 食べられない（不可能）     | 食べられへん、食べれへん、食べれん、よう食べん  | 食べられへん、食べれへん、食べれん、よう食べん | 食べれへん、食べれやん、食べれやへん、食べれん           | 食べれん、食べれえせん、食べれえへん、 食べれやせん、食べれやへん、よう食べん※4                                                                     | 食べれん、食べれえせん、食べれえへん、 食べれやせん、食べれやへん、よう食べん※4                                                             | 食べれん、食べれえせん、食べれえへん、 食べれやせん、食べれやへん、よう食べん※4                                                             | 食べれん、食べれえせん、食べれえへん、 食べれやせん、食べれやへん、食べれやしん※4 | 食べれない、食べれねえ、 食べれにゃあ                                                                     | 食べられない、食べられねえ、 食べらんない、食べらんねえ、 食べれない、食べれねえ                          | 食べられない、食べられねえ、 食べらんない、食べらんねえ、 食べれない、食べれねえ                          |                          |
| 出ない                     | 出えへん、出ん                                  | 出えへん、出ん                                 | 出やん、出やへん、出ん                                   | 出ん、出えせん、出えへん、出やせん、出やへん※4 | 出ん、出えせん、出えへん、出やせん、出やへん※4                                                                                              | 出ん、出えせん、出えへん、出やせん、出やへん※4                                                                                              | 出ん、出えせん、出えへん、出やせん、出やへん、出やしん※4 | 出ない、出ねえ、出にゃあ                                                                                  | 出ない、出ねえ                                                                                            | 出ない、出ねえ                                                                                            |                          |
| わからない                 | わかれへん、わからへん、わからん                | わからへん、わからん                           | わからへん、わからん                                     | わからん、わからせん、わからへん、わかれせん、わかれへん わかりゃせん、わかりゃへん、わかりゃーせん、わかりゃーへん※4                               | わからん、わからせん、わからへん、わかれせん、わかれへん わかりゃせん、わかりゃへん、わかりゃーせん、わかりゃーへん※4                       | わからん、わからせん、わからへん、わかれせん、わかれへん わかりゃせん、わかりゃへん、わかりゃーせん、わかりゃーへん※4                       | わからん、わからせん、わからへん、わかれせん、わかれへん わかりゃせん、わかりゃへん、わかりゃーせん、わかりゃーへん※4                                                                                   | わからない、わからねえ、わからにゃあ、 わかんない、わかんねえ、わかんにゃあ                               | わからない、わからねえ わかんない、わかんねえ                                                             | わからない、わからねえ わかんない、わかんねえ                                                             |                          |
| 思わない                   | 思えへん、思わへん、思わん                      | 思わへん、思わん                               | 思わへん、思わん                                         | 思わん、思わせん、思わへん、 思えせん、思えへん、 思いやせん、思いやへん、思やせん、思やへん、 思うせん、思うへん※4                                 | 思わん、思わせん、思わへん、 思えせん、思えへん、 思いやせん、思いやへん、思やせん、思やへん、 思うせん、思うへん※4                         | 思わん、思わせん、思わへん、 思えせん、思えへん、 思いやせん、思いやへん、思やせん、思やへん、 思うせん、思うへん※4                         | 思わん、 思いやせん、思いやへん、思いやしん、 思やせん、思やへん、思えせん、思えへん、 思わせん、思わへん※4                                                                                             | 思わない、思わねえ、 思わにゃあ                                                                           | 思わない、思わねえ                                                                                        | 思わない、思わねえ                                                                                        |                          |
| 書かない                   | 書けへん、書かへん、書かん                      | 書かへん、書かん                               | 書かへん、書かん                                         | 書かん、書けせん、書かせん、 書けへん、書かへん 書きゃせん、書きゃへん、 書きゃーせん、書きゃーへん※4                                               | 書かん、書けせん、書かせん、 書けへん、書かへん 書きゃせん、書きゃへん、 書きゃーせん、書きゃーへん※4                                       | 書かん、書けせん、書かせん、 書けへん、書かへん 書きゃせん、書きゃへん、 書きゃーせん、書きゃーへん※4                                       | 書かん、書けへん、書かへん、 書けせん、書かせん、 書きゃせん、書きゃへん、 書きゃーせん、書きゃーへん、書きゃーしん※4                                                                                   | 書かない、書かねえ、 書かにゃあ                                                                           | 書かない、書かねえ                                                                                        | 書かない、書かねえ                                                                                        |                          |
| 書けない                   | 書かれへん、書けん、 よう書かん                 | 書けへん、書かれへん、書けん、 よう書かん      | 書けへん、書けやん、書けん、 よう書かん                  | 書けん、書けれん、 書けやせん、書けやへん、 書けれやせん、書けれやへん、 書けえせん、書けえへん、 書けれえせん、書けれえへん、 よう書かん※4         | 書けん、書けれん、 書けやせん、書けやへん、 書けれやせん、書けれやへん、 書けえせん、書けえへん、 書けれえせん、書けれえへん、 よう書かん※4 | 書けん、書けれん、 書けやせん、書けやへん、 書けれやせん、書けれやへん、 書けえせん、書けえへん、 書けれえせん、書けれえへん、 よう書かん※4 | 書けん、書けれん、 書けやせん、書けやへん、書けやしん、 書けれやせん、書けれやへん、書けれやしん、 書けえせん、書けえへん、 書けれえせん、書けれえへん※4                                                | 書けない、書けねえ、 書けにゃあ（静岡）                                                                   | 書けない、書けねえ、 書けにゃあ（静岡）                                                                   | 書けない、書けねえ、 書けにゃあ（静岡）                                                                   |                          |
| 書く（尊敬）               | 書きはる                                        | 書かはる                                       | 書きなさる、書きなはる、書きなる、書かれる、書かっせる   | 書かっせる、書きゃあす | 書かっせる、書きゃあす | 書かっせる、書きゃあす | お書きになる、書かれる | お書きになる、書かれる                                                                                    | お書きになる、書かれる                                                                                    | お書きになる、書かれる                                                                                    |                          |
| 書いている（尊敬）         | 書いてはる                                      | 書いたはる                                     | 書いてなはる、書いてみえる、書いてござる、書いておいでる | 書いてみえる、書いてござる、書いとらっせる、書いとりゃあす                                                                                          | 書いてみえる、書いてござる、書いとらっせる、書いとりゃあす                                                                                  | | 書いていらっしゃる、書いておられる | 書いていらっしゃる、書いておられる                                                                        | 書いていらっしゃる、書いておられる                                                                        | 書いていらっしゃる、書いておられる                                                                        |                          |
| 〜しないで                 | 〜せんといて                                    | 〜せんといて                                   | 〜せんといて、〜しやんといて                             | 〜せんといて、〜せんで、〜しんで（若年層） | 〜せんといて、〜せんで、〜しんで（若年層）                                                                                                  | 〜せんといて、〜せんで、〜しんで（若年層）                                                                                                  | 〜せんといて、〜せんで、〜しんで（若年層） | 〜しないで、〜しねえで、 〜しにゃあで（静岡）                                                             | 〜しないで、〜しねえで、 〜しにゃあで（静岡）                                                             | 〜しないで、〜しねえで、 〜しにゃあで（静岡）                                                             |                          |
| 断定の助動詞               | や                                              | や                                             | や                                                       | だ※5 | だ※5 | だ※5 | だ※5 | だ※5 | だ※5 | だ※5 |                          |
| 形容詞連用形               | ウ音便                                          | ウ音便                                         | ウ音便                                                   | 語幹（一部ウ音便） | 語幹（一部ウ音便） | 〜く | 〜く | 〜く | 〜く | 〜く |                          |
| 高くなる                   | たこーなる、たこなる、 たかーなる、たかなる     | たこーなる、たこなる、 たかーなる、たかなる    | たこーなる、たこなる、 たかーなる、たかなる              | たかなる | たかなる | たかくなる | たかくなる | たかくなる                                                                                                | たかくなる                                                                                                | たかくなる                                                                                                |                          |
| 会う+た                    | おうた                                          | おうた                                         | おうた                                                   | あった | あった | あった | あった | あった | あった | あった |                          |
| 〜かと思った               | 〜か思た                                        | 〜か思た                                       | 〜か思た                                                 | 〜か思った | 〜かと思った | 〜かと思った | 〜かと思った | 〜かと思った                                                                                              | 〜かと思った                                                                                              | 〜かと思った                                                                                              |                          |
| 写す+た                    | うつした                                        | うつした                                       | うつした                                                 | うついた | うついた | うついた | うついた | うついた                                                                                                  | うつした                                                                                                  | うつした                                                                                                  |                          |
| 〜ではなくて               | 〜やのうて                                      | 〜やのうて                                     | 〜やのうて                                               | 〜だのうて、〜だなて、〜やのうて (尾張北西部) | 〜じゃなくて | 〜じゃなくて | 〜じゃなくて | 〜じゃなくて                                                                                              | 〜じゃなくて                                                                                              | 〜じゃなくて                                                                                              |                          |
|                            | 大阪弁                                          | 京言葉                                         | 伊勢弁                                                   | 名古屋弁（尾張弁） | 西三河弁 | 東三河弁 | 遠州弁 | 駿河弁 伊豆弁                                                                                             | 相州弁 | 首都圏方言                                                                                                |                          |
| 推定の助動詞               | やろ、やろう                                    | やろ、やろう                                   | やろ、やろう                                             | でしょう・だろう※6（名古屋市周辺）、やろう（尾張北西部）、 やらぁ（尾張北東部）、だらぁ（知多半島）                                                 | だらぁ | だら、ら、ずら | だら、ら、ずら | だら、ら、ずら                                                                                            | だんべえ                                                                                                  | だろ、だろう                                                                                              |                          |
| 行こうか（勧誘）           | 行こか                                          | 行こか                                         | 行こまいか                                               | 行こまいか、 行こめぁか | 行こまいか、 行かまいか、行くまいか | 行かまいか | 行かまいか 行かざあ（東部） | 行かざあ、 行くべぇか（沼津以東）                                                                         | 行くべぇか                                                                                                | 行こうか                                                                                                  |                          |
| 〜う（と思っている）       | 〜う                                            | 〜う                                           | 〜う                                                     | 〜う | 〜あ | 〜あ | 〜ず/す（か）、〜っか | 〜ず/す（か） 〜う、〜べぇ（沼津以東）                                                                    | 〜べえ | 〜う |                          |
| 理由 〜（だ）から          | 〜よって、〜さかい※7 〜（や）から               | 〜よって、〜さかい※7 〜（や）から              | 〜（や）で、〜（や）もんで                               | 〜(や) もんで (尾張北西部) 、〜（だ）で、〜（だ）もんで                                                                                             | 〜（だ）で、〜（だ）もんで※8 | 〜（だ）で、〜（だ）もんで※8 | 〜（だ）で、〜（だ）もんで※8 | 〜（だ）で、〜（だ）もんで※8                                                                              | 〜から、〜ので、〜んで                                                                                    | 〜から、〜ので、〜んで                                                                                    |                          |
| 逆接                       | けど                                            | けど                                           | けど                                                     | けど | けど | けど | けど けん、けんが、けえが※8 | けど けん、けんが、けえが※8                                                                               | けど | けど |                          |
| 見ろ（命令形）             | みい                                            | みよ、みい                                     | みよ、みい                                               | みよ、みい | みよ | みょー | みょー | みろ、みょー                                                                                              | みろ | みろ |                          |
| 過去否定                   | 〜なんだ 〜へんかった、〜んかった（近年）       | 〜なんだ 〜へんかった、〜んかった（近年）      | 〜んだ、〜なんだ                                         | 〜なんだ、〜んかった（近年） | 〜なんだ、〜んかった（近年） | 〜なんだ、〜んかった（近年） | 〜なんだ（西部）、〜んけ（東部） 、 〜んかった（近年）、〜んかったっけ（東部、近年） | 〜にゃあっき/〜ないっけ、〜なかったっけ（近年）、 〜なかった（富士川以東）                                | 〜なかった                                                                                                | 〜なかった                                                                                                |                          |
| 駄目だ                     | あかん                                          | あかん                                         | あかん                                                   | かん、いかん、だちかん、あかん | いかん、かん | いかん、かん | いかん、かん、おえん | いけない、いけねえ、ダメ                                                                                  | いけない、いけねえ、ダメ                                                                                  | いけない、いけねえ、ダメ                                                                                  |                          |
| してはいけない             | したらあかん                                    | したらあかん                                   | したらあかん                                             | してかん、していかん、 したらいかん、したらかん、したらあかん                                                                                       | しちゃいかん、しちゃかん | しちゃいかん、しちゃかん | しちゃいかん、しちゃかん | しちゃいけない、しちゃダメ                                                                                | しちゃいけない、しちゃダメ                                                                                | しちゃいけない、しちゃダメ                                                                                |                          |
| 否定条件 〜なければ        | 〜な                                            | 〜な                                           | 〜な                                                     | 〜な、〜にゃ | 〜な、〜にゃ | 〜にゃ | 〜にゃ | 〜なきゃ、〜なけりゃ                                                                                      | 〜なきゃ、〜なけりゃ                                                                                      | 〜なきゃ、〜なけりゃ                                                                                      |                          |
| しなければいけない         | せなあかん、せんならん                          | せなあかん、せんならん                         | せなあかん、しやなあかん                                 | せなかん、せないかん、せなあかん、 しなかん、しないかん、しなあかん せにゃいかん、せにゃかん、せにゃあかん、 しにゃいかん、しにゃかん、しにゃあかん | せなかん、せないかん、 しなかん、しないかん、 せにゃいかん、せにゃかん、 しにゃいかん、しにゃかん                                           | しにゃいかん、しにゃかん、 せにゃいかん、せにゃかん                                                                                         | しにゃいかん、しにゃかん、 せにゃいかん、せにゃかん | しなきゃいけない、しなきゃいけねえ、しなきゃダメ、 しなけりゃいけない、しなけりゃいけねえ、しなけりゃダメ | しなきゃいけない、しなきゃいけねえ、しなきゃダメ、 しなけりゃいけない、しなけりゃいけねえ、しなけりゃダメ | しなきゃいけない、しなきゃいけねえ、しなきゃダメ、 しなけりゃいけない、しなけりゃいけねえ、しなけりゃダメ |                          |
| 〜ずに（動詞の否定接続）   | 〜んと                                          | 〜んと                                         | 〜んと                                                   | 〜んで、〜んと | 〜んで、〜んと | 〜んで、〜んと | 〜なし、〜んで、〜んと | 〜ないで、〜ねえで、〜にゃあで、〜ずに                                                                    | 〜ないで、〜ねえで、〜ずに                                                                                | 〜ないで、〜ねえで、〜ずに                                                                                |                          |
| すればよい                 | したらええ                                      | したらええ                                     | したらええ                                               | せやええ、せやあええ | すりゃいい、すりゃあいい、 せりゃいい、せりゃあいい                                                                                         | すりゃいい、すりゃあいい、 せりゃいい、せりゃあいい                                                                                         | すりゃいい、すりゃあいい、すればいい | すりゃいい、すりゃあいい、すればいい                                                                      | すりゃいい、すりゃあいい、すればいい                                                                      | すりゃいい、すりゃあいい、すればいい                                                                      |                          |
| 断定の助動詞（強調）       | 〜ねや、〜ねん、〜のや、〜んや                  | 〜ねや、〜ねん、〜のや、〜んや                 | 〜のや、〜んや、〜のさ、                                 | 〜のだ、〜んだ、 〜だわ、〜て（ぇ）、〜だて（ぇ）                                                                                                   | 〜だ | 〜だ | 〜だ、〜だぃ、〜でぇ、〜だよ、〜んだ、〜のだ | 〜だ、〜んだ、〜だよ、〜だや                                                                              | | 〜のだ、〜んだ                                                                                            |                          |
| 念押しの疑問               | 〜やな、〜やわな、〜やんな                      | 〜やな、〜やわな、〜やんな                     | 〜やな、〜やわな、〜やんな                               | 〜かね？、〜（だ）わね？、〜（だ）わな？、 〜（だ）がやなあ？、〜（だ）がん？、（だ）がんねえ？、〜やね (尾張北西部)、〜やんね (尾張北西部)         | 〜じゃんね、〜じゃあん※10 | 〜じゃんね、〜じゃあん※10 | 〜じゃんね、〜じゃあん※10 | 〜じゃんね、 〜だいね、 〜だやね？                                                                        | 〜じゃんね？ 〜だよね？                                                                                   | 〜だよね？ 〜だよな？                                                                                     |                          |
| 疑問の終助詞（疑念）       | 〜かいな？                                      | 〜かいな？                                     | 〜かな？、〜かいな？                                     | 〜けぁあ（も）？、かや？、かいや（あ）？、 〜かしゃん（〜かしらん）※11                                                                              | 〜かいや（あ） | 〜かいや（あ） | 〜かいや（あ） | 〜かな、〜っけ、〜かしん（志太地域以西の駿河弁）                                                          | | 〜かな、〜っけ                                                                                            |                          |
|                            | 大阪弁                                          | 京言葉                                         | 伊勢弁                                                   | 名古屋弁（尾張弁） | 西三河弁 | 東三河弁 | 遠州弁 | 駿河弁 伊豆弁                                                                                             | 相州弁 | 首都圏方言                                                                                                |                          |
| 軽い命令                   | 連用形（+な）、 連用形（+や）、〜てんか         | 連用形（+な）、 連用形（+や）、〜てんか        | 連用形+ない 、〜てんか                                   | 連用形+やあ | 連用形+（り）ん | 連用形+（り）ん | 連用形+（り）ん、 連用形+てごう※12、連用形+ない | 連用形+てごう                                                                                             | | 連用形+な（よ）、連用形+なさい、 連用形+てごらん                                                          |                          |
| 〜ではないか               | 〜やんか、〜やんけ、〜やん、〜（や）がな        | 〜やんか、〜やんけ、〜やん、〜（や）がな       | 〜やんか、〜やがい、〜やん、〜（や）がな                 | 〜（だ）がや、〜（だ）がね、 〜（だ）が（－）、〜（だ）がん、 〜やんか (尾張北西部)、〜やん (尾張北西部)                                            | ～じゃん、〜じゃんか | ～じゃん、〜じゃんか | ～じゃん、〜じゃんか | 〜じゃん、 〜じゃんか、 ～じゃねえか                                                                      | 〜じゃん、 〜じゃんか、 ～じゃねえか                                                                      | ～じゃん、 〜じゃないか、 〜じゃねえか                                                                    |                          |
| 〜だぞ、〜だよ※13          | 〜（や）で、〜（や）ぞ                          | 〜（や）で、〜（や）ぞ                         | 〜（や）で、 〜（や）ぞ、〜（や）に                      | 〜（だ）に、〜(や) に (尾張北西部) | 〜（だ）ぞ、〜（だ）よ | 〜（だ）に | 〜（だ）に | ～（だ）ぞ、〜（だ）よ                                                                                    | ～（だ）ぞ、〜（だ）よ                                                                                    | ～（だ）ぞ、〜（だ）よ                                                                                    |                          |
| 書いてしまった             | 書いてしもーた、書いてしもた、書いてもーた      | 書いてしもーた、書いてしもた、書いてもーた     | 書いてしもーた、書いてしもた、書いてもーた               | 書いてまった | 書いちゃった、書いちまった | 書いちゃった、書いちまった | 書いちゃった、書いちまった | 書いちゃった、書いちまった                                                                                | 書いちゃった、書いちまった                                                                                | 書いちゃった、書いちまった                                                                                |                          |
| 辛い、疲れる               | しんどい                                        | しんどい                                       | しんどい、えらい、かいだるい                             | えらい | えらい | えらい | えらい | えらい | 辛い、疲れる、くたびれる                                                                                  | 辛い、疲れる、くたびれる                                                                                  | 辛い、疲れる、くたびれる |
| 投げ捨てる                 | ほる、ほかす                                    | ほる、ほかす                                   | ほる、ほかす                                             | ほかる | ほかる | ほかる | ひっぽかす、 うっちゃる | 捨てる、投げ捨てる、うっちゃる                                                                            | 捨てる、投げ捨てる、うっちゃる                                                                            | 捨てる、投げ捨てる、うっちゃる                                                                            |                          |
| あたたかい                 | ぬくい、ぬくとい                                | ぬくい、ぬくとい                               | ぬくとい、ぬくたい                                       | ぬくとい、ぬくたい | ぬくとい | ぬくとい | ぬくとい | ぬくとい                                                                                                  | | あたたかい あったかい                                                                                     |                          |
| 馬鹿                       | あほ（阿呆）                                    | あほ（阿呆）                                   | あほ、あんごう                                           | たわけ、たあけ、とろい、とろくさい | たわけ、たあけ、とろい、とろくさい | とろい、とろくさい | ばか、ばかっつら、とろい、とろくさい、あんも | ばか、ばかっつら、とろい                                                                                  | | ばか（馬鹿）                                                                                              |                          |
| 麦粒腫※14                  | めばちこ                                        | めいぼ                                         | めぼ、めっぽ、めんぼ                                     | めんぼ、めんぼう、ものもらい | めんぼ、めんぼう、ものもらい | めんぼ、めんぼう、ものもらい | ものもらい | めこんじき、ものもらい                                                                                    | ものもらい                                                                                                | ものもらい                                                                                                |                          |
| 非常に、凄く               | えらい、えろう、めっちゃ、ごっつ、              | えらい、えろう、めっちゃ                       | えらい、えろう、めっちゃ                                 | どえらい、どえれぁあ、 どえらけない、どえらけねぁあ、 でら、どら、めちゃんこ                                                                        | ど、どえらい | ど、どえらい | ど、ばか、がんこ | ええかん、ばか                                                                                            | | |                          |
| よい                       | ええ                                            | ええ                                           | ええ                                                     | ええ | いい、ええ | いい、ええ | いい、ええ | いい、ええ                                                                                                | いい | いい |                          |
| たくさん                   | ぎょうさん、ようさん、ようけ                    | ぎょうさん、ようさん、ようけ                   | ようけ                                                   | ぎょうさん、ようさん、ようけ | | | ばか、がんこ、えらい | ばか、うざましい                                                                                          | | |                          |
| 最下位                     |                                                 |                                                | どべ                                                     | どべ | | | | どべっかす                                                                                                | | |                          |
|                            | 大阪弁                                          | 京言葉                                         | 伊勢弁                                                   | 名古屋弁（尾張弁） | 西三河弁 | 東三河弁 | 遠州弁 | 駿河弁 伊豆弁                                                                                             | 相州弁 | 首都圏方言                                                                                                |                          |

※1 三重県桑名市の揖斐川以東と木曽岬町には内輪東京式アクセントが、東紀州区域には京阪式の変種や内輪東京式アクセントが分布する（これらの地域は伊勢弁とはみなされず、前者は尾張弁、後者は紀州弁に含まれる）。
※2 知多半島は中輪東京式アクセント。
※3 頭高型以外のアクセント型（低起）において、ピッチの上がり目が3拍以降に出るもの。例：4拍語であれば、「低低高高」または「低低低高」。
※4 名古屋弁、三河弁、遠州弁では表にあるように否定を表す際にさまざまな表現が使われる。ただし、「未然形＋ん」の形（「書かない→書かん」など）以外は、どれが使われるかは地域や年代、個人差などの要因によって異なる。これらの地域の住民が表に挙げたすべてのパターンを話すわけでない点に注意されたい。
※5 一宮市、瀬戸市など岐阜県に近い尾張北部では、「や」が併用される。
※6 「だろう」は粗野な言葉とされており、敬語を使っていない文脈でも「だろう」の使用を敬遠し、「でしょう」と言うことが多い。
※7 近年ではいずれも使用頻度が低く、標準語・共通語由来の「から」がむしろ通常多く使用される。
※8 三河弁では「〜もんだ（い）」の語も使われる。
※9 「けん、けんが、けえが」は主に天竜川から富士川の間の地域で使われ、それ以外の地域では使われず「けど」の方を使う。
※10 「じゃあん」を用いた時には、後に必ず文が続く。
※11 使い分けがある。「かしゃん」が答えを期待しない独り言であるのに対し、他は相手の答えを期待している。
※12 静岡県西部地方の西側は連用形+（り）んで、静岡県西部地方の東側は連用形+ごうを使う。
※13 相手が知らなかったことを教えてやるというような感じのときに使う。
※14 まぶたのふちや内側に黄色葡萄球菌等の細菌が感染して起こるもの。

## 近畿から関東にかけて（中山道・甲州街道）
|                            |                            | 山城                                     | 近江                                     | 美濃                                                 | 飛騨                                                         | 信濃                                             | 信濃                                         | 信濃                                                 | 信濃                                       | 信濃                                             | 甲斐                                             | 上野                                          |                            |
| 近畿方言（関西弁）         | 近畿方言（関西弁）         | 東海東山方言                             | 東海東山方言                             | 東海東山方言                                         | 東海東山方言                                                 | 東海東山方言                                     | 東海東山方言                                 | 東海東山方言                                         | 東海東山方言                               | 西関東方言                                       |                                                  |                                               |                            |
| 京言葉                     | 近江弁                     | 美濃弁                                   | 飛騨弁                                   | 木曽弁                                               | 飯田弁                                                       | 松本弁                                           | 佐久弁                                       | 長野弁※1                                             | 甲州弁                                     | 群馬弁                                           |                                                  |                                               |                            |
| -------------------------- | -------------------------- | ---------------------------------------- | ---------------------------------------- | ---------------------------------------------------- | ------------------------------------------------------------ | ------------------------------------------------ | -------------------------------------------- | ---------------------------------------------------- | ------------------------------------------ | ------------------------------------------------ | ------------------------------------------------ | --------------------------------------------- | -------------------------- |
| アクセント                 | アクセント                 | 京阪式                                   | 京阪式/垂井式                            | 内輪東京式※2                                         | 内輪東京式※2                                                 | 中輪東京式                                       | 中輪東京式                                   | 中輪東京式                                           | 中輪東京式                                 | 外輪東京式                                       | 中輪東京式                                       | 中輪東京式                                    |                            |
| アクセント遅上がり         | アクセント遅上がり         | ○                                        | ○                                        | ○                                                    | ○                                                            | ○                                                | ×                                            | ×                                                    | ×                                          | ×                                                | ×                                                | ×                                             |                            |
| 母音の無声化               | 母音の無声化               | ×                                        | ×                                        | ×                                                    | ×                                                            | ×                                                | ×                                            | ×                                                    | ○                                          | ○                                                | ×                                                | ○                                             |                            |
| イントネーション           | イントネーション           | 大きい                                   | 大きい                                   | 大きい                                               | 大きい（ゆすり音調有）                                       | やや大きい                                       | やや大きい                                   | やや大きい                                           | やや大きい                                 | やや大きい                                       | やや大きい                                       | やや大きい                                    |                            |
| 否定助動詞                 | 否定助動詞                 | 〜ん、〜へん、〜ひん                     | 〜ん、〜へん、〜ひん                     | 〜ん、～へん                                         | ～ん、～せん、～へん                                         | ～ん                                             | ～ん                                         | 〜ねえ、〜ない                                       | 〜ねえ、〜ない                             | 〜ねえ、〜ない                                   | 〜ん                                             | 〜ない、ねえ                                  |                            |
| 強意否定（例：見やしない） | 強意否定（例：見やしない） | 〜へん                                   | 〜へん                                   | 〜へん                                               | ～せん、～へん                                               | 〜せん                                           | 〜せん                                       | 〜しねえ、〜しない                                   | 〜しねえ、〜しない                         | 〜しねえ、〜しない                               | 〜しん                                           | 〜しない、しねえ                              |                            |
| 書かない                   | 書かない                   | 書かへん                                 | 書かへん                                 | 書かへん、書かん                                     | 書かせん、書かへん、書かん                                   | 書かん                                           | 書かん、書きゃーせん                         | 書かねー                                             | 書かねー                                   | 書かねー                                         | 書かん                                           | 書かねー                                      |                            |
| 書けない                   | 書けない                   | 書けへん、よう書かん                     | 書けへん、よう書かん                     | 書けん、書けえへん、書けへん、よう書かん             | 書けせん、書けへん、書けん、よう書かん                       | 書けん、書けへん（南木曽）、よう書かん（南木曽） | 書けん、書けやせん                           | 書けねー                                             | 書けねー                                   | 書けねー                                         | 書けん                                           | 書けねー                                      |                            |
| 否定過去                   | 否定過去                   | 〜なんだ※4                               | 〜んだ、〜なんだ、〜へなんだ※4           | 〜なんだ※3                                           | 〜なんだ※3                                                   | 〜なんだ※3                                       | 〜なんだ※3                                   | 〜なんだ※3                                           | 〜なかった                                 | 〜なかった                                       | 〜なんだ、〜なんどー※4                           | 〜なかった                                    |                            |
| 否定条件                   | 否定条件                   | 〜にゃあ、〜な、〜ん                     | 〜にゃあ、〜な、〜ん                     | 〜にゃあ、〜な、〜ん                                 | 〜にゃあ、〜な、〜ん                                         | 〜にゃあ、〜な、〜ん                             | 〜にゃあ、〜な、〜ん                         | 〜にゃあ、〜なけりゃ                                 | 〜なくちゃ                                 | 〜んじゃ、〜なくちゃ                             | 〜にゃあ                                         | 〜なくちゃ                                    |                            |
| しなければならない         | しなければならない         | せんならん、せなあかん                   | せんならん、せなあかん                   | せんならん、せなあかん                               | せんならん                                                   | せんならん、せにゃならん、せにゃいかん           | せんならん、せにゃならん、せにゃいかん       | しにゃあならねえ、しなけりゃならねえ                 | しなくちゃならねえ                         | しんじゃなんねえ、しなくちゃなんねえ             | しにゃあならん                                   | しなくちゃなんねえ                            |                            |
| 断定の助動詞               | 断定の助動詞               | や                                       | や                                       | や（大正期までは「じゃ」）、（東濃南東部は「だ」）   | や（大正期までは「じゃ」）、（東濃南東部は「だ」）           | だ                                               | だ、な                                       | だ                                                   | だ                                         | だ                                               | だ                                               | だ                                            |                            |
| 居る                       | 居る                       | いる、おる                               | いる、おる                               | おる                                                 | おる                                                         | おる                                             | おる                                         | いる                                                 | いる                                       | いる                                             | いる                                             | いる                                          |                            |
| アスペクト                 | 進行相                     | てる、とる                               | てる、とる                               | とる                                                 | よる                                                         | よる                                             | とる                                         | てる                                                 | てる                                       | てる                                             | てる                                             | てる                                          |                            |
| アスペクト                 | 結果相                     | てる、とる                               | てる、とる                               | とる                                                 | とる                                                         | とる                                             | とる                                         | てる                                                 | てる                                       | てる                                             | てる                                             | てる                                          |                            |
| 推定の助動詞               | 推定の助動詞               | やろ、やろう                             | やろ、やろう                             | やろう、じゃろう やらぁ（東濃）                      | やろう、じゃろう やらぁ（東濃）                              | ずら                                             | だら、ずら、ら                               | ずら                                                 | だらず、ずら、べえ                         | だらず、だろう（古くは「だろうず」）             | ずら、ら                                         | だんべ、だんべえ                              |                            |
| 形容詞連用形               | 形容詞連用形               | ウ音便                                   | ウ音便                                   | 語幹（一部ウ音便）                                   | 語幹（一部ウ音便）                                           | 〜く※6                                           | 〜く※6                                       | 〜く                                                 | 〜く                                       | 〜く                                             | 〜く                                             | 〜く                                          |                            |
| 会う+た                    | 会う+た                    | おうた                                   | おうた                                   | あった※4                                             | あった※4                                                     | あった※4                                         | あった※4                                     | あった※4                                             | あった※4                                   | あった※4                                         | あった※4                                         | あった※4                                      |                            |
| 読んでしまった             | 読んでしまった             | 読んでしも（う）た                       | 読んでしも（う）た                       | 読んでまった                                         | 読んでまった                                                 | 読んじゃった、読んでしまった、読んじまった       | 読んじゃった、読んでしまった、読んじまった   | 読んじゃった、読んでしまった、読んじまった           | 読んじゃった、読んでしまった、読んじまった | 読んじゃった、読んでしまった、読んじまった       | 読んじゃった、読んでしまった、読んじまった       | 読んじゃった、読んでしまった、読んじまった    |                            |
| 理由                       | 理由                       | 〜よって、〜さかい                       | 〜さかい、〜（や）で                     | 〜（や）もんで、〜（や）で                           | 〜やし、〜（や）もんで、〜（や）で                           | 〜（だ）で、〜（だ）もんで、〜に                 | 〜（だ）で、〜（だ）もんで、〜に             | 〜（だ）で、〜（だ）もんで、〜に                     | 〜に、〜だから                             | 〜そんだから、〜だから、〜だぁら（だからの転訛） | 〜そんだから、〜だから、〜だぁら（だからの転訛） | 〜から、〜だぁら、〜だから                    | 〜から、〜だぁら、〜だから |
| 行こうか（勧誘）           | 行こうか（勧誘）           | 行こか                                   | 行こか                                   | 行こまいか                                           | 行かまいか                                                   | 行かまいか、行こまいか（南木曽）                 | 行かまいか                                   | 行きや（古くは「行けや」）、行かっか、行くじゃねえか | 行かざあ、行かねえか、行くじゃんか         | 行かず、行くしない（新方言）                     | 行かざあ、行かだあ、行くじゃん                   | 行ぐべぇか                                    |                            |
| 行こうと(思っている)       | 行こうと(思っている)       | 行こうと                                 | 行こうと                                 | 行こうと 行かしと、行かすと（東濃）                  | 行こうと 行かしと、行かすと（東濃）                          | 行かっと                                         | 行かっと                                     | 行かっと                                             | 行かずと、行こうと                         | 行かずと、行こうと                               | 行かっかと                                       | 行くべえと、行こうと                          |                            |
|                            |                            | 京言葉                                   | 近江弁                                   | 美濃弁                                               | 飛騨弁                                                       | 木曽弁                                           | 飯田弁                                       | 松本弁                                               | 佐久弁                                     | 長野弁                                           | 甲州弁                                           | 群馬弁                                        |                            |
| 見ろ(命令)                 | 見ろ(命令)                 | みよ                                     | みよ                                     | みよ                                                 | みよ                                                         | みろ、みよ（南木曽）                             | みよ                                         | みろ                                                 | みろ                                       | みろ                                             | みろ                                             | みろ                                          |                            |
| 出した（サ行イ音便）       | 出した（サ行イ音便）       | だした                                   | だした、だいさ                           | だいた                                               | だいた                                                       | だいた                                           | だいた                                       | だした                                               | だした                                     | だした                                           | だした、だしとぉ                                 | だした                                        |                            |
| 念押しの疑問               | 念押しの疑問               | 〜やんな                                 | 〜やんな                                 | 〜やんね、やおね                                     | 〜やな、〜やもな                                             |                                                  | 〜じゃんな                                   | 〜じゃんねぇ？〜じゃねえかぇ                         | 〜じゃんね                                 | 〜だねか、〜だんか                               | 〜じゃんね                                       | 〜だぃね                                      |                            |
| 疑問の終助詞（疑念）       | 疑問の終助詞（疑念）       | 〜かいな                                 | 〜かいな、〜かいや                       | 〜かしゃん、〜かいやあ                               | 〜かいな、〜け                                               | 〜か（ぃ）や                                     | 〜かな、〜け                                 | 〜か（ぃ）や、〜だや                                 | 〜か（ぃ）や、〜だや                       | 〜か（ぃ）や、〜だや                             | 〜け                                             | 〜きゃあ                                      |                            |
| 軽い命令                   | 軽い命令                   | 連用形（+な）、連用形（+や）             | 連用形（+な）、連用形（+や）             | 連体形（カ変では未然形）+ゃあ、やあ、なれ（郡上）    | 連用形+よ                                                    | 未然形+（ら）っしゃれ                            | 連用形+ない                                  | 連用形+まし（ましょ）                                | 連用形+とくれや                            | 連用形+な（なせえ）、+とくれや                   | 連用形+し                                        | 連用形（下一段・上一段・カ変・サ変では+りぃ） |                            |
| 〜じゃないか               | 〜じゃないか               | 〜やんか、〜やんけ、〜やん、〜（や）がな | 〜やんか、〜やんけ、〜やん、〜（や）がな | 〜（や）げぇ、～やん、〜やんか                       | 〜（や）がな                                                 | 〜じゃん（大正時代以降）、〜じゃんか（ぃ）       | 〜じゃん（大正時代以降）、〜じゃんか（ぃ）   | 〜じゃん（大正時代以降）、〜じゃんか（ぃ）           | 〜じゃん（大正時代以降）、〜じゃんか（ぃ） | 〜じゃん（大正時代以降）、〜じゃんか（ぃ）       | 〜じゃん（明治時代以降）、〜じゃんけ             | 〜だがな（男性）、〜だがね（女性）            |                            |
| 〜だぞ、〜だよ             | 〜だぞ、〜だよ             | 〜で/〜やで                              | 〜で/〜やで                              | 〜やに、〜やよ、〜やお、～やで                       | 〜やさ、〜やぞ                                               | 〜だに、〜だで                                   | 〜だに、〜だで                               | 〜だじ、〜だいね、〜だんね、〜だで                   | 〜だいね、〜だぜ                           | 〜だぜ、〜だい、〜だわ（語尾下がり）             | 〜さ                                             | 〜だで、〜だぜ、〜さ                          |                            |
| 辛い、疲れる、大変         | 辛い、疲れる、大変         | しんどい、えらい                         | しんどい、えらい                         | えらい                                               | えらい                                                       | えらい、てきない                                 | えらい、こんきい                             | えらい、てきない                                     | かったるい、けったるい                     | かったるい、けったるい                           | けったるい                                       | おおごとだ（頭高型アクセント）                |                            |
| 捨てる                     | 捨てる                     | ほる、ほかす                             | ほかす、ふてる                           | ほかる                                               | ほかる                                                       | ほかる、びちゃる                                 | ほかる、びちゃる                             | ぶちゃる、ふてる                                     | うっちゃる、おっぽりだす                   | べちゃる、おっぽりだす                           | ぶちゃる                                         | ぶちゃる、ふてる                              |                            |
| あたたかい                 | あたたかい                 | ぬくい                                   | ぬくい、ぬくとい、のくとい               | ぬくとい                                             | ぬくとい                                                     | ぬくとい                                         | ぬくとい                                     | あったけえ                                           | あったけえ                                 | あったけえ                                       |                                                  | ぬくてぇ、あったけぇ                          |                            |
| 馬鹿                       | 馬鹿                       | あほ（阿呆）                             | あほ（阿呆）                             | とろい、とろくさい、たわけ（たーけ）                 | とろい、とろくさい、たわけ（たーけ）                         | だぼ、たわけ                                     | たわけ、たんちん、うつそれ                   | ばか                                                 | ばか、たくらた（田蔵田）                   | ばか、たくらた（田蔵田）                         | ばか                                             | ばか                                          |                            |
| 麦粒腫                     | 麦粒腫                     | めいぼ                                   | めいぼ                                   | めんぼ                                               | めちんぼ、めこじき                                           | めこじき、めこんじき                             | めこじき                                     | めこじき                                             | めかご、ものもれえ※4                       | ものもれえ※4                                     | よのめ                                           | めっぱ、めかご、めかいご                      |                            |
| 非常に、とても             | 非常に、とても             | めっちゃ、えらい                         | めっちゃ、えらい                         | どえらい、でーれー、どえらー（東濃）                 | どえらい、でーれー、どえらー（東濃）                         | どえらい、えらい                                 | どえらい、えらい                             | えれぇ                                               | えれぇ                                     | えれぇ                                           |                                                  |                                               |                            |
| 駄目だ                     | 駄目だ                     | あかん                                   | あかん                                   | かん、あかん                                         | だしかん                                                     | だちがあかん、だちかん                           | いかん、あかん、だちゃかん、ダメ             | いけねー、ダメ                                       | いけねー、ダメ                             | いけねー、ダメ                                   | いけねー、ダメ                                   | いけねー、ダメ                                |                            |
| よい                       | よい                       | ええ                                     | ええ                                     | ええ                                                 |                                                              | いい                                             | いい                                         | いい                                                 | いい                                       | いい                                             |                                                  |                                               |                            |
| たくさん                   | たくさん                   | ようさん、ようけ、たんと                 | ようさん、ようけ、たんと                 | ようさん、ようけ、たんと                             |                                                              | たんと                                           | たんと、ぎょうさん、だだくさもない(悪い意味) | たんと                                               | たんと                                     | たんと                                           |                                                  |                                               |                            |
| 最下位                     | 最下位                     | どべ                                     | どべ                                     | どべ                                                 | どべ                                                         | どべ                                             | どべ                                         | びり、びりっけつ                                     | びり、びりっけつ                           | びり、びりっけつ                                 |                                                  |                                               |                            |
| 書く（尊敬）               | 書く（尊敬）               | 書かはる                                 | 書かはる                                 | 書かっせる、書きゃあす、書きんさる、書きなる（郡上） | 書かっしゃる、書かはる、書きんさる、書かっせる               | 書きよる                                         | お書きる                                     | 書かれる                                             | 書きんさる                                 | 書きやる、書きなる                               |                                                  |                                               |                            |
| 書いている（尊敬）         | 書いている（尊敬）         | 書いたはる                               | 書いたはる、書いてなはる、書いてござる   | 書いてみえる、書いてござる、書いておいでる           | 書いておいでる、書いてござる、書いておくれる、書いてくだれる |                                                  |                                              |                                                      |                                            |                                                  |                                                  |                                               |                            |
| 〜しないで                 | 〜しないで                 | せんといて                               | せんといて                               | せんといて                                           | せんといて                                                   | せんで、せなんで                                 | せんで、せなんで                             | しなんで                                             | しねえで                                   | しねえで                                         |                                                  |                                               |                            |

※1 正確には北陸に通じる北国街道沿いで中山道からはかなり離れている。
※2 美濃西縁部に京阪式・垂井式、美濃南東部に中輪東京式アクセントが存在する。
※3 古い方言。「〜なんだ」系の使用は年配層に限定されてきており、中若年層は近畿で「〜へ/ひんかった」、その他では「〜んかった」を使う。
※4 岐阜西濃では「おうた」も使用される。
※5 「よく」や「疾く」など一部の語ではウ音便をとる。

## 近畿から東北・北海道にかけて（北陸道）
|                      | 山城                               | 若狭                       | 越前                       | 加賀                                   | 能登                                                   | 越中 | 佐渡               | 越後                               | 越後                                       | 越後                                                                         | 越後                                                                         | 越後                                                                         | 出羽                         | 出羽                                         | 陸奥                         | 陸奥                         | 陸奥                         |                                          |
| 近畿方言（関西弁）   | 近畿方言（関西弁）                 | 北陸方言                   | 北陸方言                   | 北陸方言                               | 北陸方言                                               | 北陸方言 | 越後方言           | 越後方言                           | 越後方言                                   | 越後方言                                                                     | 北奥羽方言                                                                   | 北奥羽方言                                                                   | 北奥羽方言                   | 北奥羽方言                                   | 北奥羽方言                   | 北奥羽方言                   | 北奥羽方言                   |                                          |
|                      | 京言葉                             | 嶺南方言                   | 福井弁                     | 金沢弁                                 | 能登弁                                                 | 富山弁 | 佐渡弁             | 糸魚川弁                           | 上越弁                                     | 長岡弁                                                                       | 新潟弁                                                                       | 下越弁                                                                       | 庄内弁                       | 秋田弁                                       | 津軽弁                       | 南部弁                       | 下北弁                       | 北海道沿岸部方言                         |
| -------------------- | ---------------------------------- | -------------------------- | -------------------------- | -------------------------------------- | ------------------------------------------------------ | --- | ------------------ | ---------------------------------- | ------------------------------------------ | ---------------------------------------------------------------------------- | ---------------------------------------------------------------------------- | ---------------------------------------------------------------------------- | ---------------------------- | -------------------------------------------- | ---------------------------- | ---------------------------- | ---------------------------- | ---------------------------------------- |
| アクセント           | 京阪式                             | 京阪式・垂井式             | 無アクセント               | 加賀式                                 | 京阪式の変種から内輪東京式、無アクセントまで複雑に分布 | 垂井式 | 京阪式の変種       | 中輪東京式                         | 外輪東京式                                 | 外輪東京式                                                                   | 外輪東京式                                                                   | 北奥羽式（外輪東京式の変種）                                                 | 北奥羽式（外輪東京式の変種） | 北奥羽式（外輪東京式の変種）                 | 北奥羽式（外輪東京式の変種） | 北奥羽式（外輪東京式の変種） | 北奥羽式（外輪東京式の変種） | 北奥羽式（外輪東京式の変種）             |
| アクセント遅上がり   | ○                                  | ○                          | ○                          | ○                                      | ○                                                      | ○ | ○                  | ×                                  | ×                                          | ×                                                                            | ×                                                                            | ○                                                                            | ○                            | ○                                            | ○                            | ○                            | ○                            | ○                                        |
| イントネーション     | 大きい                             | 文末になるに従い大きくなる | 文末になるに従い大きくなる | 文末になるに従い大きくなる             | 文末になるに従い大きくなる                             | 文末になるに従い大きくなる                                                                                              | 大きい             | やや大きい                         | やや大きい                                 | やや大きい                                                                   | やや大きい                                                                   | 文末になるに従い大きくなる                                                   | 文末になるに従い大きくなる   | 文末になるに従い大きくなる                   | 大きい                       | 大きい                       | 大きい                       | 大きい                                   |
| ゆすり音調           | ×                                  | ○                          | ○                          | ○                                      | ○                                                      | ○ | ×                  | ×                                  | ×                                          | ×                                                                            | ×                                                                            | ×                                                                            | ×                            | ×                                            | ×                            | ×                            | ×                            | ×                                        |
| イとエの区別         | ○                                  | ○                          | ○                          | ○                                      | ×                                                      | × | ○                  | ○                                  | ○                                          | ×                                                                            | ×                                                                            | ×                                                                            | ×                            | ×                                            | ×                            | ×                            | ×                            | ×                                        |
| イ段ウ段中舌母音     | ×                                  | ○                          | ○                          | ○                                      | ○                                                      | ○ | ×                  | ×                                  | ×                                          | ×                                                                            | ×                                                                            | ○                                                                            | ○                            | ○                                            | ○                            | ○                            | ○                            | ○                                        |
| 仮名弁別             | 二つ仮名弁                         | 二つ仮名弁                 | 二つ仮名弁                 | 二つ仮名弁                             | 二つ仮名弁                                             | 一つ仮名弁（ズーズー弁）                                                                                                | 二つ仮名弁         | 二つ仮名弁                         | 二つ仮名弁                                 | 二つ仮名弁                                                                   | 二つ仮名弁                                                                   | 一つ仮名弁（ズーズー弁）                                                     | 一つ仮名弁（ズーズー弁）     | 一つ仮名弁（ズーズー弁）                     | 一つ仮名弁（ズーズー弁）     | 一つ仮名弁（ズーズー弁）     | 一つ仮名弁（ズーズー弁）     | 一つ仮名弁（ズーズー弁）                 |
| 否定助動詞           | ん、へん、ひん                     | ん、へん                   | ん                         | ん                                     | ん                                                     | ん | ん                 | ん                                 | なえ、ん                                   | ない、ねー                                                                   | ない、ねぁ                                                                   | ねー                                                                         | ねぁ                         | ねぁ                                         | ねぁ、ねー                   | ねぁ、ねー                   | ねぁ、ねー                   | ねえ、 ない                              |
| 過去否定             | 〜なんだ                           | 〜なんだ                   | 〜なんだ                   | 〜なんだ                               | 〜なんだ                                               | 〜なんだ | 〜なんだ           | 〜んかった                         | 〜んかった                                 | 〜んかった                                                                   | 〜んかった                                                                   | 〜ねかった、〜ねがった                                                       | 〜ねがった                   | 〜ねがった                                   |                              |                              |                              | 〜ながった                               |
| 断定の助動詞         | や                                 | や、じゃ                   | や、じゃ                   | や、じゃ                               | や、じゃ                                               | や（大正期までは「じゃ」）、だ、でぁ（呉東）                                                                            | だ                 | だ                                 | だ、ら                                     | だ、ら                                                                       | だ、ら                                                                       | だ                                                                           |                              |                                              | じゃ                         | じゃ                         | じゃ                         |                                          |
| 居る                 | いる、おる                         | おる                       | いる                       | おる                                   | おる                                                   | おる | おる               | おる                               | いる                                       | いる                                                                         | いる                                                                         | いる                                                                         | いる                         | いる                                         | いる                         | いる                         | いる                         | いる                                     |
| 形容詞連用形         | ウ音便                             | ウ音便                     | ウ音便                     | ウ音便                                 | ウ音便                                                 | 語幹 | ウ音便             | 語幹                               | 〜く                                       | ウ音便、エ段（沿岸部）、〜く（内陸部）                                       | ウ音便、エ段（沿岸部）、〜く（内陸部）                                       | ウ音便、エ段（沿岸部）、〜く（内陸部）                                       | 〜ぐ                         | 〜ぐ                                         | 〜ぐ                         | 〜ぐ                         | 〜ぐ                         | 〜ぐ                                     |
| 会う+た              | おうた                             | おうた                     | おうた                     | おうた                                 | おうた                                                 | おうた | おうた             | ああた、あった                     | あった                                     | おうた（沿岸部）、あった（内陸部）                                           | おうた（沿岸部）、あった（内陸部）                                           | おうた（沿岸部）、あった（内陸部）                                           | あ(っ)た                     | あ(っ)た                                     | あ(っ)た                     | あ(っ)た                     | あ(っ)た                     | あった                                   |
| 出す+た              | だした                             | だした                     | だいた                     | だいた                                 | だいた                                                 | だいた | でぇた、だした     | だした                             | だした                                     | だした                                                                       | だした                                                                       | だした                                                                       | だした                       | だした                                       | だした                       | だした                       | だした                       | だした                                   |
|                      | 京言葉                             | 若狭弁（嶺南方言）         | 福井弁                     | 金沢弁                                 | 能登弁                                                 | 富山弁 | 佐渡弁             | 糸魚川弁                           | 上越弁                                     | 長岡弁                                                                       | 新潟弁                                                                       | 下越弁                                                                       | 庄内弁                       | 秋田弁                                       | 津軽弁                       | 南部弁                       | 下北弁                       | 北海道沿岸部方言                         |
| 理由                 | さかい                             | さかい                     | から、さけ、で             | さかい、さけ                           | さかい、さけ                                           | から、さかい、からい、（な）がで、で、もんで、けで、けに、さからいに、さからいで、からさかいに、からいのって            | すけに             | んで、で、もんで、そえ             | 〜だから、〜すけ、〜っけ（若年）           | 〜だから、〜すけ、〜っけ（若年）                                             | 〜だから、〜すけ、〜っけ（若年）                                             | 〜から、〜すけ、〜しけ                                                       | ださげ、だがら、だもんで     | 〜だがら、〜だいじ、〜だったみに・だったいに | 〜だはんで、はで             | 〜すけぇ、すけに             | ～だして、しけ               | 〜から、〜はんで                         |
| 推定の助動詞         | やろ、やろう                       | やろ、やろう               | やろ、やろう               | やろ、やろう                           | やろ、やろう                                           | ろ、ろう、かろ、いろ、だろう、じゃろう、やろう                                                                          | だろ、らろ         | だろ、ろ                           | だろ、ろ                                   | だろ、らろ、ろ                                                               | だろ、らろ、ろ                                                               | だろ、ろ                                                                     | だろ、でろ                   | だべ、だびょん                               | だべ、だびょん               | だべ                         | だべ                         | だべ、 っしょ                            |
| 行こうか（勧誘）     | 行こか                             | 行こか                     | 行こか                     | 行かんか、行くまいか                   | 行かんか、行くまいか                                   | 行かんか、行かんまいか、行かんまいけ、行こまいか、行こまいけ                                                            | 行かんか           | 行こうまいか                       | 行こうか、行くかね、行ごうて（老年）       | 行こうか、行くかね、行ごうて（老年）                                         | 行こうか、行くかね、行ごうて（老年）                                         | 行ぐが、行ぐがね                                                             | 行ぐが、行がね               | 行かねが                                     | 行ぐべし                     | 行ぐべ                       | 行ぐべ，行ぐびゃ             | 行ぐべよ                                 |
| 行こうと思う         | 行こう〜                           | 行こう〜                   | 行こう〜                   | 行こう〜                               | 行こう〜                                               | 行こう〜 | 行こう〜           | 行こう〜                           | 行こう〜                                   | 行こう〜                                                                     | 行こう〜                                                                     | いごー（行こう）〜                                                           | えごー（行こう）〜           | えぐ（行く）〜                               | えぐ（行く）〜               |                              |                              | いぐ〜                                   |
| 行けない             | いけへん                           | いけへん                   | いかれん                   | いかれん                               | いかれん                                               | |                    |                                    | いかれない、いかんねー、いがんねー（老年） | いかれない、いかんねー、いがんねー（老年）                                   | いかれない、いかんねー、いがんねー（老年）                                   | いかれない、いかんねー、いがんねー（老年）                                   |                              |                                              | いげね                       | いげね                       | いげね                       | いかれない                               |
| 見ろ（命令）         | みよ、みい                         | みよ、みい                 | みよ、みい                 | みよ、みい                             | みよ、みい                                             | み、みられ、みっしゃい                                                                                                  | みろ               | みろ、みれ                         | みれ                                       | みれ                                                                         | みれ                                                                         | みれ                                                                         | みれ                         | みろ、みれ                                   | みろ                         | みろ                         | みろ                         | みろ、 みれ                              |
| 逆接                 | けど                               | けど                       | けど                       | けど                                   | けど、けれども、が                                     | けど、けんど | けんども           | けんど、 けん(ども)                | けんど、 けん(ども)                        | ども                                                                         | ども                                                                         | ども                                                                         | ども                         | ども                                         | ばて                         | ども                         | たて、ばて                   | ども                                     |
| 読んでしまった       | 読んでしも(う)た                   | 読んでしも(う)た           | 読んでしも(う)た           | 読んでしも(う)た                       | 読んでしも(う)た                                       | 読んでしも(う)た | 読んでしも(う)た   | 読んでしまった                     | 読んじゃった                               | 読んでしもた（沿岸部）、読んでしょもた/読んでしまった/読んじまった（内陸部） | 読んでしもた（沿岸部）、読んでしょもた/読んでしまった/読んじまった（内陸部） | 読んでしもた（沿岸部）、読んでしょもた/読んでしまった/読んじまった（内陸部） | 読んでしまった               | 読んでしまった                               | 読んでまった                 | 読んですまった               | 読んでまった                 | 読まさった（受動）、読んでまった（能動） |
| 〜なさる             | 〜はる                             | 〜はる                     | 〜はる                     | 〜まさる                               |                                                        | 〜はる（呉西）、〜てや、〜しゃる                                                                                        |                    |                                    |                                            | 〜なさる                                                                     | 〜なさる                                                                     | 〜なさる                                                                     |                              |                                              |                              |                              | にし                         |                                          |
| 行こうよ             |                                    |                            | いこっさ                   |                                        |                                                        | |                    |                                    |                                            | 行こてば、行ごうて                                                           | 行こてば、行こよ                                                             | 行ごでばね、行ごぎね（老年）                                                 | 行ご                         | 行くべ                                       | 行くべ                       |                              | 行ぐべ、行ぐびゃ(し)         | 行くべ                                   |
| 断定の助動詞（強調） | 〜（ん）やわ、〜（ん）やで         | 〜んや                     | 〜んや                     | 〜んや、〜がや/〜げん、〜ねん          |                                                        | 〜（が）やちゃ、〜がいちゃ、〜（が）やよ／やわ、〜（が）だちゃ／だわ（富山市周辺）                                      |                    |                                    |                                            | 〜てば、〜さ                                                                 | 〜だよ、〜らよ                                                               | 〜だよ、〜だわ、〜だぎね（老年）                                             | だろ、〜け                   | だべ、だべっしゃ、だじゃ                     | だじゃ                       | だじゃ、だでゃ               | だじゃ、だでゃ               | （なん）だわ                             |
| 念押しの疑問         | 〜やな、〜やわな、〜やんな         | 〜やろ                     | 〜やないんけ、〜やろ       | 〜やないけ                             | 〜やないけ                                             | 〜かろ、〜にか、〜ねか、〜ねけ、〜やろ、〜にけ（砺波地方）、〜だにか（富山市周辺）                                      |                    | 〜だろ、〜らろ                     | 〜だろ、〜らろ                             | 〜だろ、〜らろ                                                               | 〜だろ                                                                       | 〜だろ                                                                       | だべ、でねが                 | だべ                                         | だべ                         | だべ                         | だべ                         | だべ                                     |
| 疑問の終助詞（疑念） | 〜かいな                           | 〜け、〜え、〜ど           | 〜け                       | 〜け                                   | 〜け                                                   | 〜け |                    | 〜だろうか、〜だろっか、〜らろっか | 〜だろうか、〜だろっか、〜らろっか         | 〜だろうか、〜だろっか、〜らろっか                                           | 〜だろうか、〜だろっか、〜らろっか                                           | 〜だろっか                                                                   | だが、け、で                 | だべ、だべが                                 | べか                         | べか、だか                   | べが、だが、にし             | かい                                     |
|                      | 京言葉                             | 若狭弁（嶺南方言）         | 福井弁                     | 金沢弁                                 | 能登弁                                                 | 富山弁 | 佐渡弁             | 糸魚川弁                           | 上越弁                                     | 長岡弁                                                                       | 新潟弁                                                                       | 下越弁                                                                       | 庄内弁                       | 秋田弁                                       | 津軽弁                       | 南部弁                       | 下北弁                       | 北海道沿岸部方言                         |
| 軽い命令             |                                    |                            | 命令形+ま、命令形+や       | 連用形+まっし                          |                                                        | 連用形+られ、連用形+られよ、連用形+られま、連用形+ま、連用形+っしゃい、連用形+っしゃいよ、連用形+っしゃいま（砺波地方） |                    |                                    |                                            | 命令形+て、命令形+さ                                                         | 連用形+なせ                                                                  | 連用形+なせ                                                                  | 〜せ                         | 〜せ                                         | 連用形+へ                    | ～せ                         | ～せ                         | ～せ                                     |
| 〜じゃないか         | 〜やんか、〜やんけ、〜やん、〜がな |                            |                            | 〜がいや、〜がいね、〜わいや、〜わいね | 〜がいや、〜がいね、〜わいや、〜わいね                 | 〜にか、〜ねか、〜やにか、〜やねか、〜やねけ、〜やないけ（砺波地方）、〜だにか（富山市周辺）                            |                    |                                    | 〜だねか、〜だ（で）ねっか、 〜じゃん      | 〜だねか、〜だ（で）ねっか、 〜じゃん                                        | 〜だねか、〜だ（で）ねっか、 〜じゃん                                        | 〜だ（で）ねが                                                               | 〜だんね                     | 〜でね・でねが、〜だべ・だべっしゃ           | 〜だべさ                     | 〜っきゃ、〜っけぇ           | 〜っきゃ、〜っけぇ           | 〜（だ）べや、 〜（で）しょや            |
| 示唆                 |                                    |                            | 〜やざ                     | 〜がに                                 |                                                        | 〜がよ、〜がいぜ |                    |                                    |                                            |                                                                              |                                                                              |                                                                              |                              |                                              |                              |                              |                              |                                          |
| 借りる               | かる                               | かる                       | かる                       | かる                                   | かる                                                   | かる | かる               | かりる、かれる                     | かりる、かれる                             | かりる、かれる                                                               | かれる                                                                       | かりる、かる                                                                 | かりる                       | かりる                                       | かりる                       | かりる                       | かりる                       | かりる                                   |
| 辛い、疲れる、大変   | しんどい、えらい                   |                            | だるい、てきねえ           | だええ、だやい/えれえ、えらい          | だええ、だやい/えれえ、えらい                          | だええ、だやい/えれえ、えらい                                                                                           |                    |                                    |                                            | なんぎい、せつねぇ                                                           | つれぇ、疲れる                                                               | せづね、疲れる                                                               | せつね、こえ、すげ           | こえ、つれ                                   | かれぇ、こい、たげ           |                              | こわい                       | ゆるくない、こわい、 大儀だ              |
| 投げ捨てる           | ほる、ほかす                       | すてる                     | なげる                     | ほかす                                 | ほかす                                                 | すてる、ほっぽる、ほっちゃる、おっちゃる（「ほっちゃる」と「おっちゃる」は放っておく意味のほうが強い）                  | すてる             | ぶしゃる、すてる                   | ぶしゃる、すてる                           | ぶちゃる、ほげる                                                             | ぶしゃる                                                                     | すてる、べじゃる、ほなげる（老年）                                           | なげる、うだる               | なげる                                       | なげる                       | なげる                       | なげる                       | なげる                                   |
| あたたかい           | ぬくい                             | のくてー、のくとい         | ぬくい                     | ぬくい                                 | ぬくい                                                 | あったかい |                    |                                    | あったぁけ、あったけぇ                     | あったぁけ、あったけぇ                                                       | あったぁけ、あったけぇ                                                       | あっだげぇ                                                                   | あったけぇ                   | ぬぎぃ、ぬぎぃで                             |                              |                              |                              |                                          |
| 馬鹿                 | あほ                               | あほ                       | のくてー、あや             | だら※1、だらぼ、だらけ                 |                                                        | だら、だらぼこ、だらぶち、だらぶつ、ばか                                                                                |                    |                                    | ばか                                       | ばか                                                                         | ばか                                                                         | ばが                                                                         | ばか                         | ばかっけ、ほじなし                           | ほんずなす、ほんつけなし     | ほんじねー                   | ほんつけなし                 | たくらんけ、はんかくさい                 |
| 駄目                 | あかん                             | あかん                     | あかん                     | あかん、だち(ゃ)かん                   |                                                        | だめ、られん、ならん、だしかん、だちかん                                                                                |                    |                                    |                                            | だめら                                                                       | だめら                                                                       | だめだ                                                                       | だめだ                       | やつかね                                     | まいねー                     | わがね                       | わがねん                     |                                          |
| 麦粒腫               | めいぼ                             | めぼ                       | めもらい                   | めもらい、いもらい                     | めもらい、めちんぼ、いもらい                           | めもらい、いもらい | めもらい、めふぐり | めっぱ                             | めっぱつ、ものもらい                       | めっぱつ、ものもらい                                                         | めふんぐり、ものもらい                                                       | もらい、めっぱじ                                                             | ものもらい                   | ほいと、めっぱ                               | のめ、よのめ                 | のめ、よのめ                 | のめ                         | めっぱ                                   |
| とても、すごく       | えらい                             | えらい                     | えらい                     |                                        |                                                        | |                    |                                    | ばか                                       | ばか                                                                         | ばか                                                                         | ばか                                                                         |                              |                                              | たんげ                       |                              |                              | なまら                                   |
| たくさん             | ようけ                             | ようけ                     | ようけ                     | ようけ                                 | ようけ                                                 | でかいと |                    |                                    | いっぺ、いっぺこと、こっていっぺ           | いっぺ、いっぺこと、こっていっぺ                                             | いっぺ、いっぺこと、こっていっぺ                                             | いっぺ、いっぺこと、こっていっぺ                                             |                              |                                              |                              |                              |                              |                                          |
| 最下位               |                                    |                            |                            | げべ                                   |                                                        | げっと、げべす |                    |                                    |                                            | げっぽ                                                                       |                                                                              |                                                                              |                              |                                              |                              |                              |                              | げっぱ                                   |

※1 だらの語源は「足らず」が転訛したものと言われている。北陸から山陰にかけて広く頒布した表現。
（加筆希望）

## 関東から東北にかけて（奥州街道）
|                  |                            | 総州・常陸         | 総州・常陸                  | 総州・常陸           | 下野                 | 奥州                 | 奥州                     | 奥州                     | 奥州                                          | 奥州                                          | 奥州                                          | 奥州                                |                            |
| 首都圏方言       | 房総弁                     | 房総弁             | 茨城弁                      | 栃木弁               | 会津弁               | 福島弁               | 浜通り方言               | 仙台弁                   | 仙台弁                                        | 仙台弁                                        | 盛岡弁                                        |                                     |                            |
| 首都圏方言       | 内房                       | 外房               | 茨城弁                      | 栃木弁               | 会津弁               | 福島弁               | 浜通り方言               | 南部                     | 仙台都市圏                                    | 北部                                          | 盛岡弁                                        |                                     |                            |
| ---------------- | -------------------------- | ------------------ | --------------------------- | -------------------- | -------------------- | -------------------- | ------------------------ | ------------------------ | --------------------------------------------- | --------------------------------------------- | --------------------------------------------- | ----------------------------------- | -------------------------- |
| アクセント       | 中輪東京式                 | 中輪東京式         | 中輪東京式の変種            | 無アクセント         | 無アクセント         | 無アクセント         | 無アクセント             | 無アクセント             | 無アクセント                                  | 無アクセント                                  | 特殊式                                        | 北奥羽式（外輪東京式の変種）        |                            |
| イントネーション | 小さい                     | やや小さい         | やや小さい                  | 語尾が尻上がりになる | 語尾が尻上がりになる | 語尾が尻上がりになる | 語尾が尻上がりになる     | 語尾が尻上がりになる     | 文末に従って大きくなる                        | 文末に従って大きくなる                        | 文末に従って大きくなる                        | 文末に従って大きくなる              |                            |
| イとエの区別     | ○                          |                    |                             | ×                    | ×                    | ×                    | ×                        | ×                        | ×                                             | ×                                             | ×                                             | ×                                   |                            |
| イ段ウ段中舌母音 | ×                          |                    |                             | ○                    | ○                    | ○                    | ○                        | ○                        | ○                                             | ○                                             | ○                                             | ○                                   |                            |
| 仮名弁別         | 二つ仮名弁                 | 二つ仮名弁         | 二つ仮名弁                  | 二つ仮名弁           | 二つ仮名弁           | 二つ仮名弁           | 一つ仮名弁（ズーズー弁） | 一つ仮名弁（ズーズー弁） | 一つ仮名弁（ズーズー弁）                      | 一つ仮名弁（ズーズー弁）                      | 一つ仮名弁（ズーズー弁）                      | 一つ仮名弁（ズーズー弁）            |                            |
| 否定助動詞       | 〜ない、〜ねぇ             | 〜ねぇ             | 〜ねぇ                      | 〜ねぇ               | 〜ねぇ               | 〜ねぇ               | 〜ねぇ                   | 〜ねぇ                   | 〜ねぇ                                        | 〜ねぇ                                        | 〜ねぇ                                        | 〜ね                                |                            |
| 断定助動詞       | 〜だ                       | 〜だ               | 〜だ                        | 〜だ                 | 〜だ                 | 〜だ                 | 〜だ                     | 〜だ                     | 〜だ                                          | 〜だ                                          | 〜だ                                          | 〜だ                                |                            |
| 推定の助動詞     | 〜だろう                   | 〜だっぺ、〜だんべ | 〜だっぺ （一部に〜だっべ） | 〜だっぺ             | 〜だっぺ、〜だんべ   | 〜だべ ～だべした    | ～だばい ～だっぱい      | ～だっぺ                 | 〜だっちゃ                                    | 〜だっちゃ                                    | 〜だじゃあ                                    | 〜でがんすえん・〜だじゃあ          | 〜でがんすえん・〜だじゃあ |
| 馬鹿             | ばか                       | ばか               | ばか                        | でれすけ             | でれすけ             | でれすけ、おんつぁ   | でれすけ、おんつぁ       | でれすけ、おんつぁ       |                                               |                                               |                                               | ばかっこ                            |                            |
| 駄目だ           | だめだ                     |                    |                             |                      |                      |                      | わがんね                 |                          |                                               |                                               | わがね                                        |                                     |                            |
| 軽い命令         |                            |                    |                             |                      |                      |                      |                          |                          |                                               |                                               |                                               |                                     |                            |
| 説明             | 〜なんだ・〜なので・〜なの |                    |                             |                      |                      |                      |                          |                          | 〜なのっしゃ                                  | 〜なのっしゃ                                  | 〜なのっしゃ                                  | 〜なのす                            |                            |
| 同意を誘う       | 〜そうなのさ・〜だからさ   |                    |                             |                      |                      |                      |                          |                          | 〜なのし （上記の“なのっしゃ”と混合している） | 〜なのし （上記の“なのっしゃ”と混合している） | 〜なのし （上記の“なのっしゃ”と混合している） | 〜なはん （〜なは、と変わる例あり） |                            |

（加筆希望）

## 近畿から中国にかけて（山陽道）
|                            |                            | 摂津                                                                      | 摂津                                                                      | 播磨                                                                      | 備州                                                                       | 備州                              | 備州                              | 安芸                              | 周防・長門                        |            |
| 近畿方言                   | 近畿方言                   | 近畿方言                                                                  | 山陽方言                                                                  | 山陽方言                                                                  | 山陽方言                                                                   | 山陽方言                          | 山陽方言                          |                                   |                                   |            |
| 大阪弁                     | 神戸弁                     | 播州弁                                                                    | 岡山弁                                                                    | 福山弁                                                                    | 備後弁 （南東部除く）                                                      | 広島弁                            | 山口弁                            |                                   |                                   |            |
| -------------------------- | -------------------------- | ------------------------------------------------------------------------- | ------------------------------------------------------------------------- | ------------------------------------------------------------------------- | -------------------------------------------------------------------------- | --------------------------------- | --------------------------------- | --------------------------------- | --------------------------------- | ---------- |
| アクセント                 | アクセント                 | 京阪式                                                                    | 京阪式                                                                    | 京阪式（南部・東部） 垂井式（北部・西部）                                 | 内輪東京式                                                                 | 内輪東京式                        | 中輪東京式                        | 中輪東京式                        | 中輪東京式                        | 中輪東京式 |
| アクセント遅上がり         | アクセント遅上がり         | ○                                                                         | ○                                                                         | ○                                                                         | ○                                                                          | ×                                 | ○                                 | ○                                 | ×                                 |            |
| イントネーション           | イントネーション           | 大きい                                                                    | 大きい                                                                    | 文末に従い大きくなる                                                      | 文末に従い大きくなる                                                       | 文末に従い大きくなる              | 文末に従い大きくなる              | 文末に従い大きくなる              | やや小さい                        |            |
| 否定助動詞                 | 否定助動詞                 | 〜ん、〜へん                                                              | 〜ん、〜へん                                                              | 〜ん、〜へん                                                              | 〜ん                                                                       | 〜ん                              | 〜ん                              | 〜ん                              | 〜ん                              | 〜ん       |
| 強意否定（例：見やしない） | 強意否定（例：見やしない） | 〜へん                                                                    | 〜へん                                                                    | 〜へん                                                                    | 〜せん、〜へん、〜れん                                                     | 〜せん、〜へん、〜れん            | 〜せん、〜へん、〜れん            | 〜せん                            | 〜せん                            | 〜せん     |
| 断定の助動詞               | 断定の助動詞               | 〜や                                                                      | 〜や                                                                      | 〜や                                                                      | 〜じゃ (山口県西部では〜やと併用)                                          | 〜じゃ (山口県西部では〜やと併用) | 〜じゃ (山口県西部では〜やと併用) | 〜じゃ (山口県西部では〜やと併用) | 〜じゃ (山口県西部では〜やと併用) |            |
| アスペクト                 | 進行相                     | 〜てる                                                                    | 〜よお、〜よる                                                            | 〜よお、〜よる                                                            | 〜ょーる                                                                   | 〜ょーる                          | 〜ょーる                          | 〜ょーる                          | 〜よる                            |            |
| アスペクト                 | 結果相                     | 〜てる                                                                    | 〜とお、〜とる                                                            | 〜とお、〜とる                                                            | 〜とる                                                                     | 〜とる                            | 〜とる                            | 〜とる                            | 〜ちょる                          |            |
| 理由                       | 理由                       | 〜から、〜よって、〜さかい                                                | 〜から、〜よって、〜さかい                                                | 〜さかい、〜さけえ                                                        | 〜けえ、〜けん                                                             | 〜けえ                            | 〜けえ                            | 〜けえ、〜けん、〜きん            | 〜けえ、〜けん、〜きん            |            |
| 過去否定                   | 過去否定                   | 〜なんだ                                                                  | 〜なんだ                                                                  | 〜なんだ                                                                  | 〜なんだ                                                                   | 〜なんだ、〜だった                | 〜だった、〜ざった、〜んかった    | 〜だった、〜ざった、〜んかった    | 〜だった、〜ざった、〜んかった    |            |
| 断定の助動詞（強調）       | 断定の助動詞（強調）       | 〜ねん、〜んや、〜のや 〜ねや（ただ播州弁では「〜ねん」は使われていない） | 〜ねん、〜んや、〜のや 〜ねや（ただ播州弁では「〜ねん」は使われていない） | 〜ねん、〜んや、〜のや 〜ねや（ただ播州弁では「〜ねん」は使われていない） | 〜んじゃ、〜のじゃ                                                         | 〜んじゃ、〜のじゃ                | 〜んじゃ、〜のじゃ                | 〜んじゃ、〜のじゃ                | 〜んじゃ、〜のじゃ 〜んや、〜のや |            |
| 〜なさる                   | 〜なさる                   | 〜はる                                                                    | 〜てや、〜はる                                                            | 〜てや、〜たった、〜ちゃった                                              | 〜てじゃ                                                                   | 〜てじゃ、〜んさる                | 〜てじゃ、〜んさる                | 〜てじゃ、〜んさる                |                                   |            |
| 軽い命令形                 | 軽い命令形                 | 〜せい、〜しとってや                                                      | 〜せい、〜しとってや                                                      | 〜せい、〜しとってや                                                      | （備前）〜せられえ （美作）〜しんさい、〜しんちゃい （備中・備後）〜しねぇ | 〜しんさい、〜しんちゃい          | 〜しんさい、〜しんちゃい          | 〜しんさい、〜しんちゃい          | 〜しんさい、〜しんちゃい          |            |
| とても、すごく             | とても、すごく             | えらい、めっちゃ                                                          | えらい、めっちゃ                                                          | えらい、めっちゃ                                                          | でーれー、ぼっけぇ                                                         | どえりゃあ、ぶち、ばり            | どえりゃあ、ぶち、ばり            | どえりゃあ、ぶち、ばり            |                                   |            |

※形容詞連用形は全域でウ音便。
※「会う」＋「た」は全域で「おうた」。

## 近畿から中国にかけて（山陰道）
|                            |                            | 山城                 | 丹州                          | 丹州                                       | 丹州                                       | 因幡                                       | 伯耆                                           | 出雲                                           | 石見                                                        |
| 近畿方言                   | 近畿方言                   | 東山陰方言           | 東山陰方言                    | 東山陰方言                                 | 雲伯方言                                   | 雲伯方言                                   | 西中国方言                                     |                                                |                                                             |
| 京言葉                     | 丹波弁                     | 丹後弁               | 但馬弁                        | 鳥取弁                                     | 米子弁                                     | 出雲弁                                     | 石見弁                                         |                                                |                                                             |
| -------------------------- | -------------------------- | -------------------- | ----------------------------- | ------------------------------------------ | ------------------------------------------ | ------------------------------------------ | ---------------------------------------------- | ---------------------------------------------- | ----------------------------------------------------------- |
| アクセント                 | アクセント                 | 京阪式               | 京阪式（南部） 垂井式（北部） | 内輪東京式                                 | 内輪東京式                                 | 中輪東京式                                 | 外輪東京式                                     | 北奥羽式（外輪東京式の変種）                   | 外輪東京式（東部） 中輪東京式（西部）                       |
| アクセント遅上がり         | アクセント遅上がり         | ○                    |                               |                                            |                                            | ○                                          | ○                                              | ○                                              | ×                                                           |
| イントネーション           | イントネーション           | 大きい               | やや小さい                    |                                            |                                            | 文末に従い大きくなる                       | 文末に従い大きくなる                           | 文末に従い大きくなる                           | 小さい                                                      |
| 母音無声化                 | 母音無声化                 | ×                    |                               |                                            |                                            |                                            | ○                                              | ○                                              |                                                             |
| イとエの区別               | イとエの区別               | ○                    | ○                             | ○                                          | ○                                          | ○                                          | ×                                              | ×                                              | ○                                                           |
| イ段ウ段中舌母音           | イ段ウ段中舌母音           | ×                    | ×                             | ×                                          | ×                                          | ×                                          | ○                                              | ○                                              | ×                                                           |
| 仮名弁別                   | 仮名弁別                   | 二つ仮名弁           | 二つ仮名弁                    | 二つ仮名弁                                 | 二つ仮名弁                                 | 二つ仮名弁                                 | 一つ仮名弁（ズーズー弁）                       | 一つ仮名弁（ズーズー弁）                       | 二つ仮名弁                                                  |
| 否定助動詞                 | 否定助動詞                 | 〜ん、〜へん、〜ひん | 〜ん、〜へん                  | 〜ん、〜へん                               | 〜ん、〜へん                               | 〜ん                                       | 〜ん                                           | 〜ん                                           | 〜ん                                                        |
| 強意否定（例：見やしない） | 強意否定（例：見やしない） | 〜へん               | 〜へん                        | 〜せん、〜へん                             | 〜せん、〜へん                             | 〜せん                                     | 〜せん、〜さん                                 | 〜せん、〜さん                                 | 〜せん                                                      |
| 断定の助動詞               | 断定の助動詞               | や                   | や、じゃ                      | だ                                         | だ                                         | だ                                         | だ                                             | だ                                             | だ、じゃ                                                    |
| 居る                       | 居る                       | いる、おる           | おる                          | おる                                       | おる                                       | おる                                       | おる                                           | おる                                           | おる                                                        |
| アスペクト                 | 進行相                     | 〜てる               | 〜とる（東部） 〜よる（西部） | 〜とる                                     | 〜よる                                     | 〜ょーる                                   | 〜よー                                         | 〜ちょー、〜ちょる、〜とる                     | 〜よる                                                      |
| アスペクト                 | 結果相                     | 〜てる               | 〜とる                        | 〜とる                                     | 〜とる                                     | 〜とる                                     | 〜ちょー                                       | 〜ちょー、〜ちょる、〜とる                     | 〜とる                                                      |
| 形容詞連用形「高く」       | 形容詞連用形「高く」       | たこ（う）           | たこ（う）                    | たこ（う）                                 | たかあ                                     | たかあ                                     | たかあ/たか                                    | たかあ/たか                                    | たかあ、たこう                                              |
| 買う+た                    | 買う+た                    | こうた               | こうた                        | こうた                                     | かあた、かった                             | かあた                                     | かった、かあた                                 | かった、かあた                                 | こうた                                                      |
| 出す+た                    | 出す+た                    | だした               | だした、だいた                | だいた、でゃあた                           | でえた、でゃあた                           | だいた、でえた                             | だいた                                         | だえた                                         | だした、だいた                                              |
| 思う+た                    | 思う+た                    | おも（う）た         | おも（う）た                  | おもった                                   | おもった                                   | おもった                                   | おもった                                       | おもった                                       | おもうた                                                    |
| 理由                       | 理由                       | 〜よって、〜さかい   | 〜で、〜さかい                | 〜で、〜さかい/〜さきゃあに                | 〜で、〜さけえ、〜しけえ、けえ             | 〜けえ                                     | 〜けん                                         | 〜けん                                         | 〜けえ                                                      |
| 推定の助動詞               | 推定の助動詞               | やろ/やろう          | やろ/やろう、やろかいな       | だろ/だろう                                | だらあ                                     | だらあ                                     | だら/だらあ                                    | だら/だらあ                                    | だろ/だろう、じゃろ/じゃろう                                |
| 行こうか（勧誘）           | 行こうか（勧誘）           | 行こか               | 行こか（いな）                | 行こうで                                   | 行こか（いな）、行かあ                     | 行かあ、行かい                             | 行かか、行かこい                               | 行かか、行かこい                               | 行こうで、行こうや                                          |
| 〜う（と思っている）       | 〜う（と思っている）       | 〜う                 | 〜う                          | 〜う                                       | 〜あ                                       | 〜あ                                       | 〜あ                                           | 〜あ                                           | 〜う                                                        |
|                            |                            | 京言葉               | 丹波弁                        | 丹後弁                                     | 但馬弁                                     | 鳥取弁                                     | 米子弁                                         | 出雲弁                                         | 石見弁                                                      |
| 過去否定                   | 過去否定                   | 〜なんだ             | 〜なんだ                      | 〜なんだ                                   | 〜なんだ                                   | 〜なんだ                                   | 〜ざった、〜だった                             | 〜ざった、〜だった                             | ～んかった                                                  |
| 逆接                       | 逆接                       | けど                 | けど                          | けど                                       | けど                                       | けど                                       | ども                                           | ども                                           | が                                                          |
| 読んでしまった             | 読んでしまった             | 読んでしも（う）た   | 読んでしも（う）た            | 読んでしまった、読んじまった、読んじゃった | 読んでしまった、読んじまった、読んじゃった | 読んでしまった、読んじまった、読んじゃった | 読んでしまった、読んですまった、読んでしまーた | 読んでしまった、読んですまった、読んでしまーた | 読んでしもうた                                              |
| 断定の助動詞（強調）       | 断定の助動詞（強調）       |                      | 〜んや、〜んじゃ              | 〜（だ）っちゃ、〜だあや、〜わいや         | 〜だ（わいや）                             | 〜わい、〜っちゃ 〜んじゃ                  |                                                |                                                | 〜だ（わいや）、〜んじゃ                                    |
| 念押しの疑問               | 念押しの疑問               | 〜やんね             | 〜やんな                      |                                            |                                            | 〜だろ/だら                                | 〜だが、〜が                                   | 〜だが、〜が                                   | 〜だろ、〜じゃろ                                            |
| 疑問の終助詞（疑念）       | 疑問の終助詞（疑念）       | 〜かいな             | 〜かいな（あ）、〜かしゃん    | 〜かいな（あ）                             | 〜かいな（あ）、〜かしゃん                 | 〜だいや、〜かいや                         |                                                |                                                | 〜かいな（あ）、〜かしゃん                                  |
| 軽い命令                   | 軽い命令                   | 連用形（+や）        | 連用形+な（いな/あよ）        | 連用形+ない（な）                          | 連用形+いな/いよ                           | 連用形+や（いや）                          | 連用形+ない                                    | 連用形+ない                                    | 連用形+んさい、んちゃい                                     |
| 〜じゃないか               | 〜じゃないか               | 〜やんか、〜がな     | 〜やんか、〜やがな            |                                            |                                            | 〜がな                                     | 〜が、〜だが                                   | 〜が、〜だが                                   | 〜じゃなあか（や）、～じゃあるまあか                        |
| 示唆                       | 示唆                       | 〜で                 | 〜で（よ）、〜やじょ          | で                                         | で                                         | で                                         |                                                |                                                | 〜で（よ）                                                  |
| 借りる                     | 借りる                     | かる                 | かる                          | かる、かれる                               | かれる                                     | かれる                                     | かりる                                         | かりる                                         | かる                                                        |
| 辛い、疲れる、大変         | 辛い、疲れる、大変         | しんどい、えらい     | しんどい、えらい              | えらい/えれゃあ                            | しんどい、えらい/えれえ                    | しんどい、えらい                           | えらい                                         | えらい                                         | しんどい/しわい（辛い）、えらい（疲れる）、いたしい（大変） |
| 投げ捨てる                 | 投げ捨てる                 | ほかす               | ほかす、ほる                  | ほかす                                     | ほかす、ほる                               | ほける、ほかす                             |                                                |                                                |                                                             |
| あたたかい                 | あたたかい                 | ぬくい               | あったかい、ぬくい            | あったかい、ぬくい                         | あったけえ、ぬきい                         | ぬくい                                     |                                                |                                                | ぬくい                                                      |
| 〜なさる                   | 〜なさる                   | 〜はる               | 〜てや                        | 〜なる                                     | 〜なる/〜んさる                            | 〜んさる                                   | 〜なる                                         | 〜なる                                         | 〜んさる、〜てじゃ                                          |
| 馬鹿                       | 馬鹿                       | あほ                 | あほ（う）                    | あほ（う）                                 | あほ（う）/あはあ、だらず                  | だらず                                     | だら、だらず                                   | だら、だらず                                   |                                                             |
| 麦粒腫                     | 麦粒腫                     | めいぼ               | めぼ、めいぼ                  | めぼ                                       | めぼ                                       | ほいと、めぼいと                           | もんもらい、めまんじゃ                         | もんもらい、めまんじゃ                         | ほいと、めぼいと                                            |

（加筆希望）

## 近畿から南紀・四国にかけて（南海道）
|              |              |                                                     | 和泉               | 紀伊                                                                                  | 讃岐                                                                                | 阿波                                                        | 伊予                                                             | 土佐                                              | 土佐                                                      |
| 大阪弁       | 泉州弁       | 紀州弁                                              | 讃岐弁             | 徳島弁                                                                                | 松山弁                                                                              | 土佐弁                                                      | 幡多弁                                                           |                                                   |                                                           |
| ------------ | ------------ | --------------------------------------------------- | ------------------ | ------------------------------------------------------------------------------------- | ----------------------------------------------------------------------------------- | ----------------------------------------------------------- | ---------------------------------------------------------------- | ------------------------------------------------- | --------------------------------------------------------- |
| アクセント   | アクセント   | 京阪式                                              | 京阪式             | 京阪式（東部には京阪式の変種、垂井式、内輪東京式等様々なアクセントが存在）            | 讃岐式                                                                              | 京阪式                                                      | 京阪式                                                           | 京阪式                                            | 内輪東京式                                                |
| 居る         | 居る         | いる、おる、いてる                                  | いる、おる、いてる | ある、おる                                                                            | おる                                                                                | おる                                                        | おる                                                             | おる                                              | おる                                                      |
| アスペクト   | 進行相       | 〜てる                                              | 〜てる             | 〜てる、〜よる、〜たる                                                                | 〜ょーる                                                                            | 〜よる、〜とる                                              | 〜よる                                                           | 〜ゆう                                            | 〜よる、〜よお                                            |
| アスペクト   | 結果相       | 〜てる                                              | 〜てる、〜とる     | 〜たる、〜とる                                                                        | 〜とる                                                                              | 〜とる                                                      | 〜とる                                                           | 〜ちゅう                                          | 〜ちょる、〜ちょう                                        |
| 過去否定     | 過去否定     | 〜なんだ                                            | 〜なんだ           | 〜なんだ                                                                              | 〜なんだ                                                                            | 〜なんだ                                                    | 〜なんだ                                                         | 〜ざった                                          | 〜ざった、〜らった                                        |
| 理由         | 理由         | 〜やから、〜さかい                                  |                    |                                                                                       | 〜やけん、〜やきん                                                                  | 〜やけん、〜じゃけん                                        | 〜やけん、〜やから、                                             | 〜やき、〜やけ、〜やきん                          | 〜じゃけん、やけん                                        |
| だから・・・ | だから・・・ | そやから、せやから、やから                          |                    | やから                                                                                | やけん、やきん、ほなけん、ほなきん                                                  | ほだけん、ほやけん、ほなけん                                | やけん、やから、ほやけん、ほやから                               | やき、やけ                                        | じゃけん、やけん                                          |
| 叫ぶ         | 叫ぶ         | 叫ぶ                                                |                    | ひしる                                                                                | おらぶ、いがる                                                                      | いがる                                                      | おらぶ、叫ぶ                                                     | おらぶ、ひせる、 がなる（「怒鳴る」のニュアンス） | おらがる                                                  |
| 私の家       | 私の家       | <一人称>+んち （うちんち、俺んちetc.）              |                    |                                                                                       | <一人称>+んく （うちんくetc.）                                                      | <一人称>+んく （うちんくetc.）                              | <一人称>+とこ <一人称>+方（かた） <一人称>+んち （うっとこetc.） | <一人称>+んく                                     | <一人称>+んく                                             |
| 〜している   | 〜している   | 〜やってる（進行） 〜やってた、〜やっとった（完了） |                    | 〜しちゃう（る）、〜やっちゃう（る）（進行） 〜しちゃあった、〜やっちゃあった（完了） | 〜やっりょる、〜やっじょる、〜しょぉる、〜しよる（進行） 〜やっとる、しとる（完了） | 〜やんりょる、〜しよる（進行） ～やっとる、〜しとる（完了） | 〜しよる、〜しとる（進行） 〜しとる（完了）                      | 〜しゆう（進行） 〜しちゅう（完了）               | 〜しよう、〜しよる（進行） 〜しちょう、〜しちょる（完了） |
| 疲れた       | 疲れた       | しんどい                                            |                    | えらい しんどい                                                                       | えらい                                                                              | えらい せこい、しんどい                                     | えらい しんどい たいぎい                                         | だれた たいそい、たいぎい                         | だれた たいそい                                           |
| 面白い       | 面白い       | おもろい                                            |                    | おもしゃい                                                                            | おもっしょい                                                                        | おもっしょい                                                |                                                                  |                                                   |                                                           |
| たくさん     | たくさん     | ようけ、仰山                                        |                    | ようさん、仰山                                                                        | よっけ                                                                              | ようけ                                                      | だいぶ、ようけ                                                   | だいぃぶ、よけ、ようけ                            |                                                           |
| 出来ない     | 出来ない     | でけん、でけへん（できひん）、できん                |                    | 出来やん                                                                              | 出来ん、でけん、ようせん                                                            | 出来ん、ええせん、ようせん                                  | 出来ん、ようせん、出来へん                                       | 出来ん、ええせん、ようせん                        | ようせん                                                  |
| 駄目だ       | 駄目だ       | あかん                                              |                    | あかん                                                                                | いかん                                                                              | あかん、いかん                                              | あかん、いかん                                                   | いかん                                            | いかん                                                    |
| 〜じゃない？ | 〜じゃない？ | 〜ちゃう？ 〜ちゃうん？                             |                    | 〜ちゃう？                                                                            | 〜ちゃん？〜ちゃんな？ 〜でないんな？                                               | 〜ちゃうん？ 〜でないで？                                   | 〜やない？ 〜やないん？ 〜ちゃうん？                             | 〜やない？ 〜やないが？ ～ちゃうが？              | 〜やないが？ ～ちゃうが？                                 |

※ 原則として京阪式アクセントであるが、四国島の西端部に無アクセントや内輪東京式アクセントが見られる。
（加筆希望）

## 九州（西海道）
|                                                                                   |                                                                                   | 肥筑                                                                                     | 肥筑                                                                                     | 肥筑                                                                                         | 肥筑                                                        | 肥筑 | 肥筑                                                            | 肥筑                                                        | 豊日                                                               | 豊日                                                               | 豊日                                                                                    | 豊日                                                                                    | 薩隅                                                                                    | 薩隅                                              |
| 長崎弁                                                                            | 佐賀弁                                                                            | 博多弁                                                                                   | 筑後弁                                                                                   | 柳川弁                                                                                       | 大牟田弁                                                    | 熊本弁 | 北九州弁                                                        | 筑豊弁                                                      | 大分弁                                                             | 宮崎弁                                                             | 諸県弁                                                                                  | 薩隅方言                                                                                |                                                                                         |                                                   |
| --------------------------------------------------------------------------------- | --------------------------------------------------------------------------------- | ---------------------------------------------------------------------------------------- | ---------------------------------------------------------------------------------------- | -------------------------------------------------------------------------------------------- | ----------------------------------------------------------- | --- | --------------------------------------------------------------- | ----------------------------------------------------------- | ------------------------------------------------------------------ | ------------------------------------------------------------------ | --------------------------------------------------------------------------------------- | --------------------------------------------------------------------------------------- | --------------------------------------------------------------------------------------- | ------------------------------------------------- |
| アクセント                                                                        | アクセント                                                                        | 二型式                                                                                   | 無アクセント                                                                             | 外輪東京式の変種                                                                             | 無アクセント                                                | 無アクセント | 無アクセント                                                    | 無アクセント                                                | 外輪東京式                                                         | 外輪東京式の変種                                                   | 外輪東京式                                                                              | 無アクセント                                                                            | 一型式                                                                                  | 二型式                                            |
| アクセント遅上がり                                                                | アクセント遅上がり                                                                | ○                                                                                        | ○                                                                                        | ○                                                                                            | ○                                                           | ○ | ○                                                               | ○                                                           | ×                                                                  |                                                                    | ×                                                                                       | ○                                                                                       | ○                                                                                       | ○                                                 |
| イントネーション                                                                  | イントネーション                                                                  | 文末に従い大きくなる                                                                     | 文末に従い大きくなる                                                                     | 文末に従い大きくなる                                                                         | 文末に従い大きくなる                                        | 文末に従い大きくなる | 文末に従い大きくなる                                            | 文末に従い大きくなる                                        |                                                                    |                                                                    | やや大きい                                                                              | 語尾が尻高になる                                                                        | 大きい                                                                                  | 大きい                                            |
| アスペクト                                                                        | 進行相                                                                            | 〜よる                                                                                   | 〜よる                                                                                   | 〜よる 〜よう                                                                                | 〜よる                                                      | 〜よる | 〜よる                                                          | 〜よる                                                      | 〜よる 〜よう                                                      | 〜よる、～よう                                                     | 〜よる、～よう                                                                          | 〜よる 〜よっ                                                                           | 〜よっ/おっ                                                                             | 〜よっ/おっ                                       |
| アスペクト                                                                        | 結果相                                                                            | 〜とる                                                                                   | 〜とる                                                                                   | 〜とる 〜とう                                                                                | 〜とる                                                      | 〜とる | 〜とる                                                          | 〜とる                                                      | 〜とる/ちょる 〜とう/ちょう                                        | 〜ちょる、～ちょう                                                 | 〜ちょる、～ちょう                                                                      | 〜ちょる 〜ちょっ                                                                       | 〜ちょっ                                                                                | 〜ちょっ                                          |
| よい                                                                              | よい                                                                              | よか                                                                                     | よか                                                                                     | よか                                                                                         | よか                                                        | よか | よか                                                            | よか                                                        | いい、ええ                                                         | よか                                                               | いい                                                                                    | いい、い                                                                                | よか                                                                                    | よか                                              |
| 形容詞連用形                                                                      | 形容詞連用形                                                                      | ウ音便                                                                                   | ウ音便                                                                                   | ウ音便                                                                                       | ウ音便                                                      | ウ音便 | ウ音便                                                          | ウ音便                                                      | ウ音便                                                             | ウ音便                                                             | ウ音便                                                                                  | ウ音便                                                                                  | ウ音便                                                                                  | ウ音便                                            |
| 会う+た                                                                           | 会う+た                                                                           | おうた（ウ音便）                                                                         | おうた（ウ音便）                                                                         | おうた（ウ音便）                                                                             | おうた（ウ音便）                                            | おうた（ウ音便） | おうた（ウ音便）                                                | おうた（ウ音便）                                            | おうた（ウ音便）                                                   | おうた（ウ音便）                                                   | おうた（ウ音便）                                                                        | おうた（ウ音便）                                                                        | おうた（ウ音便）                                                                        | おた                                              |
| 準体言助詞 （例：「見るのです」の「の」）                                         | 準体言助詞 （例：「見るのです」の「の」）                                         | と                                                                                       | と                                                                                       | と                                                                                           | と                                                          | と | と                                                              | と                                                          | の、のん、ん、そ                                                   | と                                                                 | の、ん                                                                                  | と、つ （ただし、「つ」は形容詞、形容動詞、助動詞の後のみ）                             | と                                                                                      | と                                                |
| 否定助動詞                                                                        | 否定助動詞                                                                        | 〜ん                                                                                     | 〜ん                                                                                     | 〜ん                                                                                         | 〜ん                                                        | 〜ん | 〜ん                                                            | 〜ん                                                        | 〜ん                                                               | 〜ん                                                               | 〜ん                                                                                    | 〜ん                                                                                    | 〜ん                                                                                    | 〜ん                                              |
| 断定の助動詞                                                                      | 断定の助動詞                                                                      | や （ただし、「〜ね」「〜もん」「〜けん」「〜し」を伴う。）                              | や （ただし、「〜ね」「〜もん」「〜けん」「〜し」を伴う。）                              | や （ただし、「〜ね」「〜もん」「〜けん」「〜し」を伴う。）                                  | や （ただし、「〜ね」「〜もん」「〜けん」「〜し」を伴う。） | じゃ。じゃん。やん。 （ただし、「〜ね」「〜もん」「〜けん」「〜し」を伴う。）                                                                                          | だ、や （ただし、「〜ね」「〜もん」「〜けん」「〜し」を伴う。） | だ （ただし、「〜ね」「〜もん」「〜けん」「〜し」を伴う。） | や （ただし、「〜ね」「〜もん」「〜け/けぇ」（または「〜けん」）） | や （ただし、「〜ね」「〜もん」「〜け/けぇ」（または「〜けん」）） | や/じゃ                                                                                 | や、じゃ、ちゃ                                                                          |                                                                                         | じゃっど、やっど、だ                              |
| 強調                                                                              | 強調                                                                              | 体言+ぞ、たい、ばい、くさい （ただし、「くさい」を除くと、用言の連体形には「と」を挟む） | 体言+ぞ、たい、ばい、くさい （ただし、「くさい」を除くと、用言の連体形には「と」を挟む） | 体言+ぞ！、たい！、ばい！、くさ！ （ただし、「くさ」を除くと、用言の連体形には「と」を挟む） |                                                             | 体言+ざい た/たい/たん/たんも ばの・ばよ/ばい/ばん/ばんも くさ/くさい/くさん/くさんも だ/だい/だん/だんも （「だ系」を除くと、用言の連体詞の「〜る」は「〜っ」に変化） |                                                                 |                                                             | 体言+ぞ、〜っちゃ                                                  | 体言+ばい、〜っちゃ                                                | 体言+ど、〜ちゃ、〜こと                                                                 | 体言+ど                                                                                 | 体言+ど                                                                                 | 体言+ど                                           |
| 念押しの疑問                                                                      | 念押しの疑問                                                                      | やね？、やろう？、ばいな？                                                               | やね？、やろう？、ばいな？                                                               | やね？、やろう？、ばいな？                                                                   | やね？、やろう？、ばいな？                                  | やんね？やろ？ の？/のい？/のう？/のも？ |                                                                 |                                                             | 〜やろ                                                             | 〜やろ                                                             | 〜ろ、〜じゃろ/やろ                                                                     | 〜どが？                                                                                | 〜どが？                                                                                | 〜どが？                                          |
| 推定の助動詞                                                                      | 推定の助動詞                                                                      | やろう                                                                                   | やろう                                                                                   | やろう                                                                                       | やろう                                                      | じゃろう、ろ | やろう、だろう                                                  | だろう                                                      | やろう                                                             | やろう                                                             | じゃろう/やろう                                                                         | じゃろ/やろ                                                                             | じゃろう、じゃろ                                                                        | じゃろう、じゃろ                                  |
| 疑問の終助詞（疑念）                                                              | 疑問の終助詞（疑念）                                                              |                                                                                          |                                                                                          | 〜かいな                                                                                     |                                                             | か？/かい？/かん？/かんも？ |                                                                 |                                                             | 〜か                                                               | 〜か、〜な、〜かい                                                 | 〜か、〜な、〜かえ                                                                      | 〜か、〜け                                                                              | 〜か、〜や                                                                              | 〜や、〜け                                        |
| 理由                                                                              | 理由                                                                              |                                                                                          | 〜けん/〜けんが、〜やけん/〜やけんが                                                     | 〜けん/〜けんが、〜やけん/〜やけんが                                                         | 〜けん/〜けんが、〜やけん/〜やけんが                        | 〜けん/けんがら 〜やっけん/〜やっけんがら 〜のけん/〜のけんがら | 〜けん/けんが、〜やけん/〜やけんが、〜だけん/〜だけんが、       | 〜けん/けんが、〜だけん/〜だけんが                          | 〜けぇ/け、やけぇ/やけ                                             | 〜きー、やきー                                                     | 〜けん/きん じゃけん/じゃきん、やけん/やきん                                            | 〜かい/かり、〜やかい/やかり、〜じゃかい/じゃかり                                       | 〜かい/で、〜やかい/やっで、〜じゃかい/じゃっで                                         | 〜で、〜やっで、〜じゃっで                        |
| 逆接                                                                              | 逆接                                                                              | ばってん                                                                                 | ばってん                                                                                 | ばってん                                                                                     | ばってん                                                    | ばってん | ばってん                                                        | ばってん                                                    | けんど                                                             | ばってん けんどん                                                  | けんど                                                                                  | けん、けんどん                                                                          | どん、じゃっどん、やっどん                                                              | どん、じゃっどん、やっどん                        |
| 否定過去                                                                          | 否定過去                                                                          | 動詞の未然形+〜んだった                                                                  | 動詞の未然形+〜んやった                                                                  | 動詞の未然形+〜んやった                                                                      | 動詞の未然形+〜んやった                                     | 動詞の未然形+〜んやった | 動詞の未然形+〜んやった、〜んかった                             | 動詞の未然形+〜んだった                                     | 動詞の未然形+〜んやった/んかった                                   | 動詞の未然形+〜んやった/んかった                                   | 動詞の未然形+〜んじゃった/んやった、〜だった                                            | 動詞の未然形+〜んかった、〜ざった                                                       | 動詞の未然形+〜んじゃった                                                               | 動詞の未然形+〜んじゃった、〜んかった、〜んなった |
| 否定推量                                                                          | 否定推量                                                                          |                                                                                          | 動詞の未然形+ん+やろう                                                                   | 動詞の未然形+めえ 動詞の未然形+ん+やろう                                                     |                                                             | 動詞の未然形+ん+め 動詞の未然形+ん+やろ |                                                                 |                                                             | 動詞の未然形+ん+やろう                                             | 動詞の未然形+ん+やろう                                             | 動詞の連用形+めえ 動詞の未然形+ん+じゃろう/やろう                                       | 動詞の終止形+め 動詞の未然形+ん+じゃろ/やろ                                             | 動詞の終止形+め 動詞の未然形+ん+じゃろ/やろ                                             | 動詞の終止形+め                                   |
| 軽い命令                                                                          | 軽い命令                                                                          |                                                                                          | 連用形+しんしゃい                                                                        | 連用形+やい。または、五段サ変カ変の連用形の長音化したもの/上一段、下二段の連用形+りー        |                                                             | 未然形+い （ただし、下一段、下二段、上一段、上二段では未然形+さい。）                                                                                                  |                                                                 | 連用形+せぇ                                                 | 五段サ変カ変の連用形の長音化したもの/上一段、下二段の連用形+りー   | 五段サ変カ変の連用形の長音化したもの/上一段、下二段の連用形+りー   | 連用形+ない                                                                             | 連用形+ない                                                                             | 連用形+やい/やん                                                                        | 連用形+やい/やん                                  |
|                                                                                   |                                                                                   | 長崎弁                                                                                   | 佐賀弁                                                                                   | 博多弁                                                                                       | 筑後弁                                                      | 柳川弁 | 大牟田弁                                                        | 熊本弁                                                      | 北九州弁                                                           | 筑豊弁                                                             | 大分弁                                                                                  | 宮崎弁                                                                                  | 諸県弁                                                                                  | 薩隅方言                                          |
| 上一段活用、下一段活用動詞の未然形 （例：「みない」、「みよう」の「み」）         | 上一段活用、下一段活用動詞の未然形 （例：「みない」、「みよう」の「み」）         | みら、みろ                                                                               | みら、みろ                                                                               | みら、みろ                                                                                   | みら、みろ                                                  | 「みない」→「みん」 「みよう」→「みゅい」 | みれ                                                            | みれ                                                        |                                                                    |                                                                    | みら、みろ                                                                              | みら、みろ                                                                              |                                                                                         |                                                   |
| 上一段、上二段、下一段、下二段動詞の命令形語尾 （例：寝ろの「ろ」）               | 上一段、上二段、下一段、下二段動詞の命令形語尾 （例：寝ろの「ろ」）               | ろ                                                                                       | ろ                                                                                       | れ                                                                                           | ろ                                                          | ろ | ろ                                                              | ろ                                                          | れ、ろ                                                             | れ、ろ                                                             | よ、い、れ （ただし、「い」は下一段活用動詞以外に、「れ」は下一段活用動詞に用いられる） | よ、い、れ （ただし、「い」は下一段活用動詞以外に、「れ」は下一段活用動詞に用いられる） | よ、い、れ （ただし、「い」は下一段活用動詞以外に、「れ」は下一段活用動詞に用いられる） | れ                                                |
| 上二段活用動詞の活用                                                              | 上二段活用動詞の活用                                                              |                                                                                          | 上一段 （ただし「できる」は未然形で下一段に活用する。）                                  | 上一段 （ただし、未然形と命令形は五段活用）                                                  |                                                             | 上二段 （ただし、命令形は五段活用） |                                                                 |                                                             | 上二段または下二段 （ただし、命令形は五段活用）                    | 上二段または下二段 （ただし、命令形は五段活用）                    | 上二段または下二段                                                                      | 下二段                                                                                  | 下二段                                                                                  | 五段活用または下二段                              |
| 上二段動詞の未然形語尾 （例：起きないの「ない」）                                 | 上二段動詞の未然形語尾 （例：起きないの「ない」）                                 | ん、らん                                                                                 | ん、らん                                                                                 | らん                                                                                         | らん                                                        | ん、らん | らん                                                            | らん                                                        | ん                                                                 | ん                                                                 | ん                                                                                      | ん、らん                                                                                | らん                                                                                    | らん                                              |
| 下二段活用動詞の活用                                                              | 下二段活用動詞の活用                                                              |                                                                                          | 下二段 （ただし、未然形と命令形は五段活用。）                                            | 下二段 （ただし、未然形と命令形は五段活用。）                                                |                                                             | 下二段 （ただし、命令形は五段活用） | 下二段 （ただし、命令形は五段活用）                             |                                                             | 下二段                                                             | 下二段                                                             | 下二段                                                                                  | 下二段                                                                                  | 下二段                                                                                  | 下二段                                            |
| ナ行変格活用動詞の活用                                                            | ナ行変格活用動詞の活用                                                            |                                                                                          | 五段活用                                                                                 | 五段活用                                                                                     |                                                             | ナ変 （ただし、終止形・連体形・仮定形は「ん」または「ぬ」） |                                                                 |                                                             | 五段活用                                                           |                                                                    | ナ変 （ただし、終止形は連体形を用いる。）                                               | ナ変 （ただし、終止形は連体形を用いる。）                                               |                                                                                         |                                                   |
| カ行変格活用動詞の活用                                                            | カ行変格活用動詞の活用                                                            |                                                                                          | カ変 （ただし、命令形が「け〜」）                                                        | カ変 （ただし、「せる」がつくとき未然形「こ」のあとに「ら」を挿入する。）                    |                                                             | カ変 （ただし、命令形が「け」） |                                                                 |                                                             |                                                                    |                                                                    | カ変                                                                                    |                                                                                         |                                                                                         |                                                   |
| カ変動詞の命令形「こい」                                                          | カ変動詞の命令形「こい」                                                          |                                                                                          | けー                                                                                     | こい                                                                                         |                                                             | け |                                                                 |                                                             | き                                                                 | き、きよ、こい                                                     | き、きよ、こい                                                                          | き                                                                                      | けー                                                                                    | けー、こんか                                      |
| サ行変格活用「する」の命令形                                                      | サ行変格活用「する」の命令形                                                      | せろ                                                                                     | せろ                                                                                     | せれ                                                                                         | せろ                                                        | せろ | せろ                                                            | せろ                                                        | せー、しい                                                         | せろ、せれ、しい                                                   | しい、しよ                                                                              | しい、しよ                                                                              | しい、せー                                                                              | せー                                              |
| 受け身、尊敬、自発、可能の助動詞「れる」「られる」 （例：「笑われる」の「れる」） | 受け身、尊敬、自発、可能の助動詞「れる」「られる」 （例：「笑われる」の「れる」） |                                                                                          | るう、るっ らるう、らるっ                                                                | るう らるう                                                                                  |                                                             | るる、るっ らるる、らるっ | るっ らるっ                                                     | るっ らるっ                                                 | るる らるる                                                        | るる らるる                                                        | るる らるる                                                                             | るる、るっ らるる、らるっ                                                               | るっ らるっ                                                                             | るっ らるっ                                       |
| 見える                                                                            | 見える                                                                            |                                                                                          | 見える                                                                                   | 見える                                                                                       |                                                             | みゆる みゆっ | みゆる                                                          | みゆる                                                      | みえる                                                             | みゆる                                                             | みゆる                                                                                  | みゆる、みゆっ、みゆぅ                                                                  | みゆっ、みゆぅ                                                                          | みゆっ、みゆぅ                                    |
| 行こう                                                                            | 行こう                                                                            |                                                                                          | 行こう                                                                                   | 行こう                                                                                       |                                                             | 行こい |                                                                 |                                                             | いこう                                                             | いこう                                                             | いこう                                                                                  | いくどー                                                                                | いっどー、いっがー                                                                      | いっどー、いっがー                                |
| 行きたい                                                                          | 行きたい                                                                          | いきたか                                                                                 | いこごたっ、いきたか                                                                     | いこごたー                                                                                   |                                                             | 行こごたっ | いくごたる、いきたかー                                          |                                                             | いきたい                                                           | いきてえ                                                           | いきてえ                                                                                | いくごたる（ごたっ）、いきて                                                            | いくごたっ                                                                              | いっごたー                                        |
| 行かなければならない                                                              | 行かなければならない                                                              | いかんばいけん、さるかんば                                                               | いかんばならん                                                                           | いかないかん                                                                                 |                                                             | いかやん | いかなん、いかやん                                              | いかにゃいかん                                              | いかないけん、いかんにゃいけん                                     | いかないけん、いかんにゃいけん                                     | いかにゃならん、いかにゃいけん                                                          | いかにゃいかん、いかんならん                                                            | いかんないかん、いかにゃならん                                                          | いかにゃならん、いかんじなならん                  |
| 行けばよい                                                                        | 行けばよい                                                                        | いけばよか、さるけばよか                                                                 | いくぎよか                                                                               | いきゃよか                                                                                   |                                                             | いきゃーよか いっげっとよか | いけばよか                                                      | いけばよか                                                  | いきゃーいい                                                       |                                                                    | いきゃーいい                                                                            | いきゃいい                                                                              |                                                                                         | いけばよか                                        |
|                                                                                   |                                                                                   | 長崎弁                                                                                   | 佐賀弁                                                                                   | 博多弁                                                                                       | 筑後弁                                                      | 柳川弁 | 大牟田弁                                                        | 熊本弁                                                      | 北九州弁                                                           | 筑豊弁                                                             | 大分弁                                                                                  | 宮崎弁                                                                                  | 諸県弁                                                                                  | 薩隅方言                                          |
| 〜じゃないか                                                                      | 〜じゃないか                                                                      | 〜やっか/〜たいな                                                                        | 〜やなかか？                                                                             | 〜やないか/〜やんか                                                                          |                                                             | 〜やっか/〜やっかい 〜やっかん/〜やっかんも | 〜じゃなかか                                                    | 〜じゃなっか                                                | 〜やないか/〜やんか                                                | 〜やないか/〜やんか                                                | 〜じゃろうが/やろうが、〜やんか                                                         |                                                                                         |                                                                                         | 〜じゃっどが、〜やっどが、〜やらよ                |
| つらい                                                                            | つらい                                                                            | きつか/やぜか                                                                            | きつか                                                                                   | きつか                                                                                       |                                                             | きつか |                                                                 |                                                             | きつい/きちい                                                      |                                                                    | よだきい                                                                                | よだきい                                                                                | よだきい                                                                                | きつか、こえ、てせ                                |
| 大変だ                                                                            | 大変だ                                                                            |                                                                                          | ざっとなか                                                                               | やおいかん                                                                                   |                                                             | ざっとなか、やおなか | やおいかん                                                      | やおいかん                                                  | やおいかん                                                         |                                                                    | やおねえ                                                                                | ぼくじゃ、ざっといかん                                                                  |                                                                                         | やおいかん、ざっといかん                          |
| 頑張る                                                                            | 頑張る                                                                            | がんばる/がまだす                                                                        |                                                                                          | 頑張る                                                                                       |                                                             | がまだす | がまだす                                                        | がまだす                                                    |                                                                    |                                                                    | きばる                                                                                  |                                                                                         |                                                                                         | きばる、きばっ                                    |
| 暖かい                                                                            | 暖かい                                                                            | ぬっか                                                                                   | ぬっか                                                                                   | ぬくい                                                                                       |                                                             | ぬっか |                                                                 |                                                             | ぬくい                                                             |                                                                    | ぬきー                                                                                  | ぬきー                                                                                  | ぬきー                                                                                  | ぬきー、ぬっか                                    |
| ばか                                                                              | ばか                                                                              | ばか                                                                                     | ふうけもん                                                                               | ばかちん                                                                                     |                                                             | |                                                                 | ばかたん                                                    |                                                                    |                                                                    |                                                                                         | たり                                                                                    |                                                                                         | ばかすっつれ                                      |
| このように、そのように、あのように、どのように                                    | このように、そのように、あのように、どのように                                    | こがん、そがん、あがん、どがん                                                           | こがん、そがん、あがん、どがん                                                           | こげん、そげん、あげん、どげん                                                               | こげん、そげん、あげん、どげん                              | けん せん あん（あげん） でん | こげん、そげん、あげん、どげん                                  | こぎゃん、そぎゃん、あぎゃん、どぎゃん                      | こげえ、そげえ、あげえ、どげえ                                     | こげえ、そげえ、あげえ、どげえ                                     | こげえ、そげえ、あげえ、どげえ                                                          | こんげ、そんげ、あんげ、どんげ                                                          | こげん、そげん、あげん、どげん                                                          | こげん、そげん、あげん、どげん                    |
| 「〜だよ」                                                                        | 「〜だよ」                                                                        | 〜たい                                                                                   | 〜たい                                                                                   | 〜たい                                                                                       | 〜たい                                                      | 〜た/たい/たん/たんも （尊敬の度合で使い分ける） | 〜たい                                                          | 〜たい                                                      | 〜なんよ、〜（や）わ                                               | 〜たい                                                             | 〜で、〜じゃあ、〜（じゃ/や）わ                                                         | 〜じゃが、〜やが                                                                        | 〜じゃっど、〜やっど、〜じゃが                                                          | 〜じゃっど、〜やっど、〜じゃが                    |
| 「〜なんだよ」                                                                    | 「〜なんだよ」                                                                    | 〜ばい                                                                                   | 〜ばい、〜っちゃん                                                                       |                                                                                              | 〜たのい/たいのう/たんのも/たんものも                       | |                                                                 |                                                             | 〜ちゃ/っちゃ、〜なんよ                                            | 〜ばい、〜っちゃ                                                   | 〜ちゃ、〜わい、                                                                        | 〜なっちゃが、〜やっちゃが                                                              | 〜じゃっとよ、〜じゃっでや、〜やっとよ                                                  | 〜じゃっとよ、〜じゃっでや、〜やっとよ            |
| 見てもしょうがない                                                                | 見てもしょうがない                                                                | 見てんしょんなか 見たっちゃしょんなか                                                    |                                                                                          | 見てんしょんない、見たっちゃしょんない                                                       |                                                             | 見たっちゃしょんなか |                                                                 |                                                             |                                                                    |                                                                    | 見てんしょうがねえ、見てんしょいねえ                                                    | 見てんてにゃわん                                                                        |                                                                                         | 見てんしょんね                                    |
| どうか？                                                                          | どうか？                                                                          | どがんか？ どげんや？ どげんね？                                                         | どがんか？ どげんや？ どげんね？                                                         |                                                                                              | でんか？                                                    | |                                                                 |                                                             | どうかい？                                                         |                                                                    | どげえか？、どげえな？                                                                  | どんげか？                                                                              | どげんか？、どげんや？、どげんけ？                                                      | どげんか？、どげんや？、どげんけ？                |
| おる                                                                              | おる                                                                              |                                                                                          | おる、おっ                                                                               | おる                                                                                         | おる                                                        | おる、おっ |                                                                 |                                                             | おる                                                               | おる                                                               | おる                                                                                    | おる、おっ                                                                              | おる、おっ                                                                              | おる、おっ                                        |
| 〜なさった                                                                        | 〜なさった                                                                        |                                                                                          | 動詞の連用形+んしゃった                                                                  | 動詞の連用形+んしゃった                                                                      | 動詞の未然形+っしゃった                                     | 動詞の連用形+召した/なはった 動詞の未然形+っしゃった/らした | なはった                                                        | なはった                                                    |                                                                    |                                                                    |                                                                                         | 動詞の連用形+や（ゃ）った、なった                                                       |                                                                                         | 動詞の連用形+やった                               |
| 小さい                                                                            | 小さい                                                                            | こまか                                                                                   | こまか                                                                                   | こまい、ちんこい                                                                             | こまか                                                      | こんちょか | こんちょか                                                      |                                                             | ちっこい                                                           |                                                                    | こんめえ、ちいせえ                                                                      | こめー                                                                                  | こめー                                                                                  | こめー、ちんけ                                    |

（加筆希望）

## 音韻の比較
|                  | 薩隅 | 肥筑・日向 | 両豊 | 山陽 | 四国・近畿 | 東山陰 | 出雲 | 北陸    | 濃尾 | ナヤシ | 越後 | 西関東 | 東関東 | 南奥羽 | 北奥羽 |
| ---------------- | ---- | ---------- | ---- | ---- | ---------- | ------ | ---- | ------- | ---- | ------ | ---- | ------ | ------ | ------ | ------ |
| イ段ウ段中舌性   | ×    | ×          | ×    | ×    | ×          | ×      | ○    | △       | ×    | ×      | ×    | ×      | ○      | ○      | ○      |
| 四つ仮名区別数   | 4    | 4、2       | 4〜2 | 2    | 2（一部4） | 2      | 1    | 2〜1    | 2    | 2      | 2    | 2      | 2      | 1      | 1      |
| ウ               | [u]  | [u]        | [u]  | [u]  | [u]        | [ɯ]    | [ɯ̈]  | [ɯ]~[ɯ̈] | [ɯ]  | [ɯ]    | [ɯ]  | [ɯ]    | [ɯ̈]    | [ɯ̈]    | [ɯ̈]    |
| 母音子音優勢     | 子   | 子         |      | 母   | 母         |        | 子   | 子      | 母   |        |      | 子     | 子     | 子     |        |
| シラビーム方言性 | ○    | ×          | ×    | ×    | ×          | ×      | ○    | △       | ×    | ×      | ×    | ×      | ×      | ×      | ○      |
| アクセント       | 二   | 二〜無     | 乙   | 乙   | 甲         | 乙     | 乙   | 甲      | 乙   | 乙     | 乙   | 乙     | 無     | 無     | 乙     |

○：あり ×：なし △：中間または一部地域にあり
母：母音優勢 子：子音優勢 （空欄）：中間
甲：甲種アクセント（京阪式アクセント）またはその亜種 乙：乙種アクセント（東京式アクセント） 無：無アクセント 二：二型式アクセント

## 県境・国境と「言境」
江戸時代には藩、天領、寺社領、旗本知行地といった、統治者の領分を越えた人の往来が制限されたため、各地に特徴のある方言が形成された。その後、廃藩置県を経てもそれぞれの方言のもつ従来よりの特徴は残った。
存在動詞「いる」と「おる」を例にとれば、その境は太平洋側ではほぼ浜名湖の東西、内陸側では長野県南部で県内を東西に横断する線の北側と南側、同県北部では岐阜県との県境を成す飛騨山脈の東西など、必ずしも言境と県境・国境が一致する地域ばかりではない。
例えば、同じ愛知県でも三河弁と尾張弁は若干異なっており、更に三河弁の中においても西三河は尾張弁に近く、東三河は遠州弁に近い。新潟県糸魚川市や静岡県遠江地方でも県境付近では「おる」が使用される。三重県桑名市長島町は、三重県（伊勢国）でありながら尾張系（尾張国）の語彙が話され、静岡県湖西市は、静岡県（遠江国）でありながら三河系の言葉が話されているといった事例が挙げられる。
また、離島は本土よりも更に人の往来が制限されていたため、現在経済的に依存している本土自治体の方言とかなり違う事が多い。さらに旧国とされた島々は、中小の島々よりも更に独立性を持っていたため、特にこの傾向が強い。